# アーサー・コナン・ドイル
アーサー・イグナティウス・コナン・ドイル（英語: Sir Arthur Ignatius Conan Doyle, KStJ, DL, [ˈɑːrθər ɪgˈneɪʃ(i)əs ˈkoʊnən / ˈkɑnən ˈdɔɪl] 発音例1 発音例2, 1859年5月22日 – 1930年7月7日）は、イギリスの作家、医師、政治活動家。
推理小説・歴史小説・SF小説などを多数著した。とりわけ『シャーロック・ホームズ』シリーズの著者として知られる。SF分野では『失われた世界』『毒ガス帯』などチャレンジャー教授が活躍する作品群を、また歴史小説でも『ホワイト・カンパニー』やジェラール准将シリーズなどを著している。
1902年にナイトに叙せられ、「サー」の称号を得た。

## 概要
1859年5月22日、スコットランド・エディンバラに測量士補チャールズ・ドイルの息子として生まれた。アイルランド系・カトリックの家庭だった。大伯父から「コナン」の姓をもらい、ミドルネームのひとつとなる。祖父や伯父3人は成功者だったが、父は出世せず、のちにアルコール依存症になり精神病院に送られたため、幼少期・青年期の生活は苦しかった（→出生と出自）。
伯父たちの支援でイエズス会系の学校を出たあと、1876年にエジンバラ大学医学部に進学し、1881年に学位を得て卒業した（→学生時代）。大学卒業後、医師として診察所を開業した（→医師として）。
患者を待つ暇な時間を利用し、副業で小説を執筆して雑誌社に投稿するようになり、1887年にはシャーロック・ホームズシリーズの第一作である長編小説『緋色の研究』を発表している（→副業としての初期の執筆活動）。1889年に出版された歴史小説『マイカ・クラーク』、1890年に出版されたホームズシリーズ第2作『四つの署名』、1891年に出版された歴史小説『ホワイト・カンパニー』などで小説家として成功した（→小説家としての成功）。
1891年にはこれまでの診察所を閉めて、無資格の眼科医を始めたものの、患者はまったく来なかった。これをきっかけに執筆業一本に絞ることになった（→眼科への転身失敗と執筆業一本化）。
1891年から『ストランド・マガジン』で読み切りのホームズ短編小説の連載を始め、爆発的な人気を獲得した（→シャーロック・ホームズの大ヒット）。しかし彼は歴史小説を自分の本分と考えていたため、ホームズシリーズが著名になり過ぎるとホームズを倦厭するようになり、1893年発表の『最後の事件』においてホームズを死亡させた。その後、ナポレオン戦争時代を舞台にしたジェラール准将シリーズの連載を開始した（→歴史小説を志向）。
1900年にボーア戦争が勃発すると医療奉仕団に医師の1人として参加して戦地に赴いた（→戦地医療奉仕活動）。同年10月に行われた解散総選挙に与党自由統一党の候補としてエディンバラ・セントラル選挙区から出馬し、戦争支持を訴えたが落選した（→総選挙に出馬するも落選）。ボーア戦争がゲリラ戦争と化して焦土作戦や強制収容所などイギリス軍の残虐行為への国内外の批判が高まっていく中、1902年には『南アフリカ戦争 原因と行い』を公刊して、イギリス軍の汚名を雪ぐことに尽力し、その功績で国王エドワード7世よりナイトに叙され、「サー」の称号を得た（→英軍擁護運動）。
1901年には久々のホームズ作品である長編小説『バスカヴィル家の犬』を発表した。この作品の事件の発生年は『最後の事件』より以前に設定され、死亡したと設定されたホームズの復活ではなかったが、1903年から再開されたホームズ短編連載ではホームズは生きていたと設定された（→ホームズの復活）。
彼は「自分にはホームズのような推理力はない」と語っていたが、「ジョージ・エダルジ事件」や「オスカー・スレイター事件」といった事件で、警察のずさんな捜査を暴き、犯人とされた人物の冤罪を晴らすことに尽力した（→冤罪事件への取り組み）。
1912年4月のタイタニック号沈没事件について、乗客・船員の英雄譚の実否をめぐって否定的なジョージ・バーナード・ショーと論争した（→タイタニック沈没事件をめぐる論争）。
1912年にはチャレンジャー教授シリーズの第1作である『失われた世界』、その翌年には第2作『毒ガス帯』を発表し、SF小説にも進出した（→チャレンジャー教授の創造と大戦前の動向）。
1914年に第一次世界大戦が勃発すると政府や軍部の戦争遂行を全力で支援した。戦意高揚のための執筆活動や、各前線を回って士気を鼓舞する演説を行うことに努めた（→第一次世界大戦をめぐって）。
一次大戦前から心霊主義に関心を持っていたが、戦中の相次ぐ身内の戦死・病死により、戦後には心霊主義への傾斜をいっそう強めた。晩年の活動はほぼすべて心霊主義活動に捧げられた。1925年にはチャレンジャー教授が心霊主義に目覚める『霧の国』を発表した（→心霊主義、心霊主義活動の本格化）。
1930年7月7日に死去した（→死去）。
さまざまな分野の執筆を行ったが、推理小説シャーロック・ホームズシリーズの名声がもっとも高く、この作品を通じて後世の推理物のさまざまな原型を築いた（→評価）。政治思想面では、中世騎士道を基礎として、国家主義、帝国主義、反共主義、婦人参政権反対、離婚法改正賛成などの立場をとった（→政治思想）。クリケットをはじめとしてさまざまなスポーツに打ち込むスポーツマンでもあった（→スポーツマン）。先妻はルイーズ、後妻はジーン。先妻との間には1男1女、後妻との間には2男1女を儲けた（→家族）。

## 生涯

### 出生と出自
1859年5月22日、スコットランド労務局測量士補チャールズ・ドイルとその妻メアリー（旧姓フォーリー）の長男として、スコットランド・エディンバラのピカーディ・プレイス（picardy place）11番地に生まれる。
チャールズ、メアリー夫妻の子供は全部で9人（無事育ったのは7人）で、うちアーサーと姉アネットは、大伯父にあたる美術批評家マイケル・コナンから「コナン」の姓をもらい、「コナン・ドイル」という複合姓になった。
父方のドイル家は14世紀にフランスからアイルランドへ移民したノルマン人の家系だった。敬虔なカトリックの一族だったため迫害を受けることが多かったという。
ドイル家が世間の注目を集めるようになったのは、アーサーの祖父であるジョン・ドイルがダブリンからロンドンに出てきて、"H.B." の筆名で著名な風刺画家となってからだった。ジョンの長男ジェームズは画家、次男リチャードはイラストレーター、三男ヘンリーはアイルランド国立美術館館長としてそれぞれ成功を収めた。しかし五男であるチャールズ（アーサーの父）だけは一介の測量技師補から出世せず、しかもアルコール依存症だったため、1876年にはその仕事も失い、療養所（のちに精神病院）へ入れられた。そのため幼少期・青年期のアーサーは貧しい環境の中で育ったという。
母方のフォーリー家もフランスからアイルランドへ移住したカトリックであり、系図をさかのぼるとフランスから渡来した英国王室プランタジネット朝につながるという。母はそのことを常に誇りにしていたという。

### 学生時代

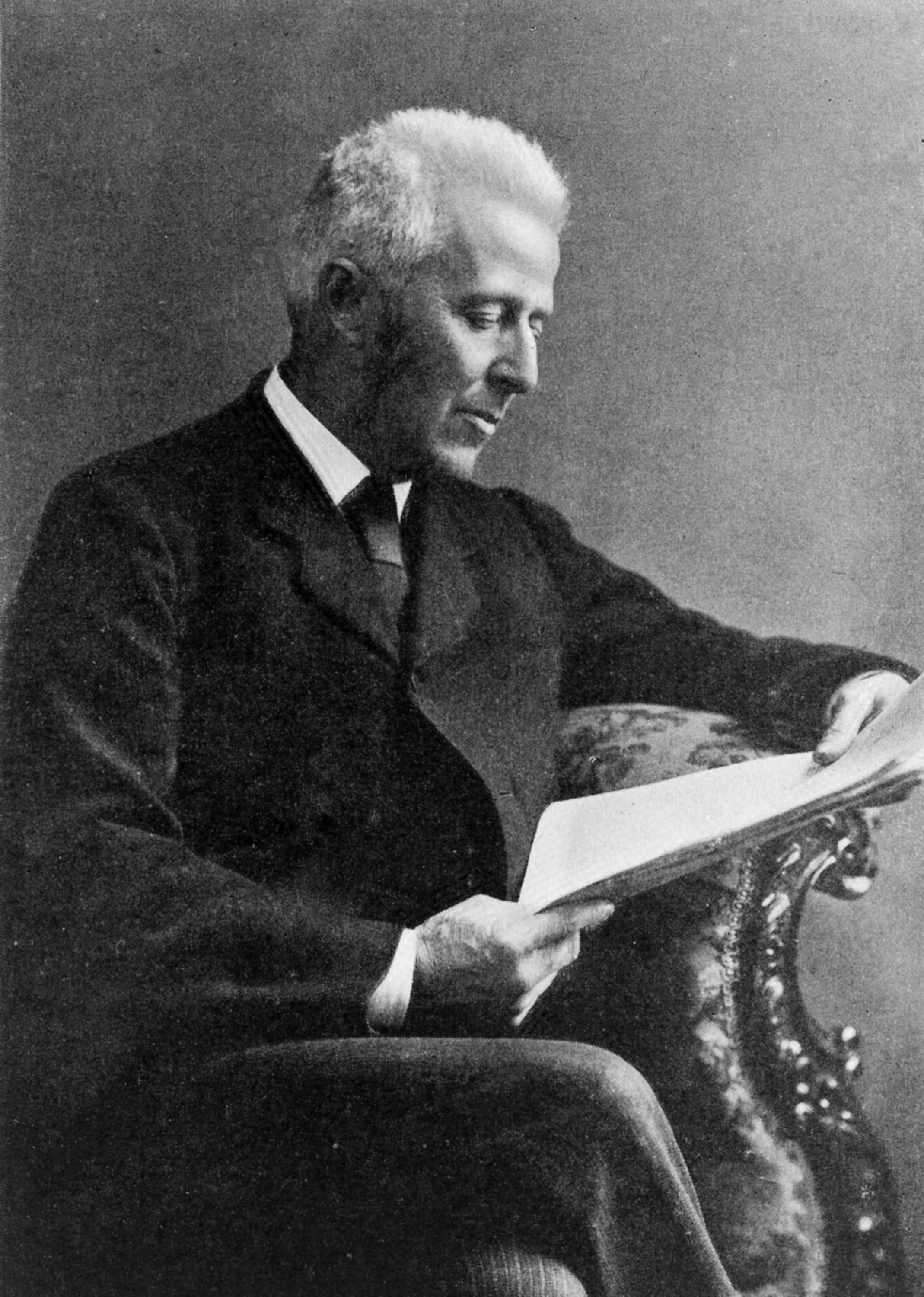
シャーロック・ホームズのモデルであるエジンバラ大学医学部教授ジョセフ・ベル

裕福な伯父の支援で1868年にイングランド・ランカシャーにあるイエズス会系の寄宿学校ホダー学院に入学。1870年にはその上級学校であるストーニーハースト・カレッジに進学し、同校で5年間学んだ。スポーツ万能だったドイルは同校のクリケット部主将を務めているが、後年にドイルは同校の体罰の激しさやイエズス会教師の「救いようのない頑迷さ」を批判している。1875年にはドイツ語の勉強も兼ねてオーストリア・フェルトキルヒにあるイエズス会系の学校に1年間留学した。
オーストリアから帰国したころ、母メアリーは少しでも生活費を楽にするため、ある医師を間借り人として置いていた。この間借り人の影響を受けて医師を志すようになったドイルは、1876年にエジンバラ大学医学部に進学した。
5年にわたって同大学に在学したが、ドイルの回顧によれば「長く退屈な勉強の毎日。植物学、化学、解剖学、生理学、その他、大半は医療という技術には大してつながりのない必修科目の履修」という状況だったという。しかしここで知遇を得たジョセフ・ベル教授からは大きな影響を受けた。ベル教授はちょっとした特徴から患者の状況や経歴を言い当てる人物であり、ドイルは彼をモデルにして「シャーロック・ホームズ」の人物像を作り上げたという。また解剖学のウィリアム・ラザフォード教授の豪快さはチャレンジャー教授の人物像のモデルになったという。
大学在学中、ダーウィンの進化論に共感を寄せたため、徐々にカトリックの信仰心から離れたという。
大学への通学路に古本屋街があったため、古本もよく読むようになった。タキトゥスやホメーロスなどの古典、クラレンドン伯爵の『イングランド反乱史』、スウィフトの『桶物語』、アラン＝ルネ・ルサージュの『ジル・ブラース物語』、サー・ウィリアム・テンプル准男爵のエッセイ、オリバー・ウェンデル・ホームズのエッセイ、トマス・マコーリーのエッセイ、エドガー・アラン・ポーの小説などに強い影響を受けたという。
スポーツにも積極的に参加した。相手を見つければすぐにボクシングの試合をし、またラグビー部ではフォワードを務めた。
当時ドイルの姉2人はポルトガルで働いて実家に仕送りしていたため、ドイルも仕送りしないのは長男として肩身が狭かったらしく、しばしば医師のもとでパートタイムの助手をし、また1880年には7か月にわたって捕鯨船に船医として乗船している。
1881年8月に医学士と外科修士の学位を取得したが、成績は並みだった。

### 医師として
大学卒業後の1881年10月にアフリカ汽船会社に船医として就職した。10月末にリヴァプールから出航したアフリカ行きの汽船マユンバ号（SS Mayumba）に乗船したが、客が次々とマラリアに罹患してその治療に悪戦苦闘し、彼自身もマラリアを罹患して一時生死の境をさまよった。気候も暑くてたまらなかったという。1882年1月にリヴァプールへ戻ったころにはこれ以上アフリカ行きの汽船の船医を続ける気にはなれなくなっており、退職した。
このあと、ロンドンの伯父たちに会って支援を受けようとしたが、敬虔なカトリックである彼らは信仰心を失ったドイルを助けてはくれなかった。
1882年5月にはエジンバラ大学の同級生ジョージ・バッドに誘われて、プリマスのバッドの診察所の共同経営者となった。バッドの診察は型破りとして評判で客が多かったが、ドイルが診察を分担するようになってから客が減ってきたため、2か月もたたないうちに2人の関係は破局した。バッドが「ドイルの看板が外にあるから客が減るのだ」と非難してきたのを機にドイルはバッドと袂を分かつ決意を固めた。
1882年6月末からポーツマス郊外サウスシーで診察所を個人開業するようになった。8年にわたって診察所を続けたが、その年収が300ポンドを超えた年はなかった。すでに医師が多くいる地域だったためこれ以上の成功は望めない状況だったという。スポーツが得意だったため地域社会にはすぐに溶け込み、ボウリング大会で優勝したり、クリケット・クラブの主将を務めたり、サッカー・クラブの立ち上げにも参加した。
1885年には病死した患者の姉であるルイーズ・ホーキンズと最初の結婚をした。

### 副業としての初期の執筆活動

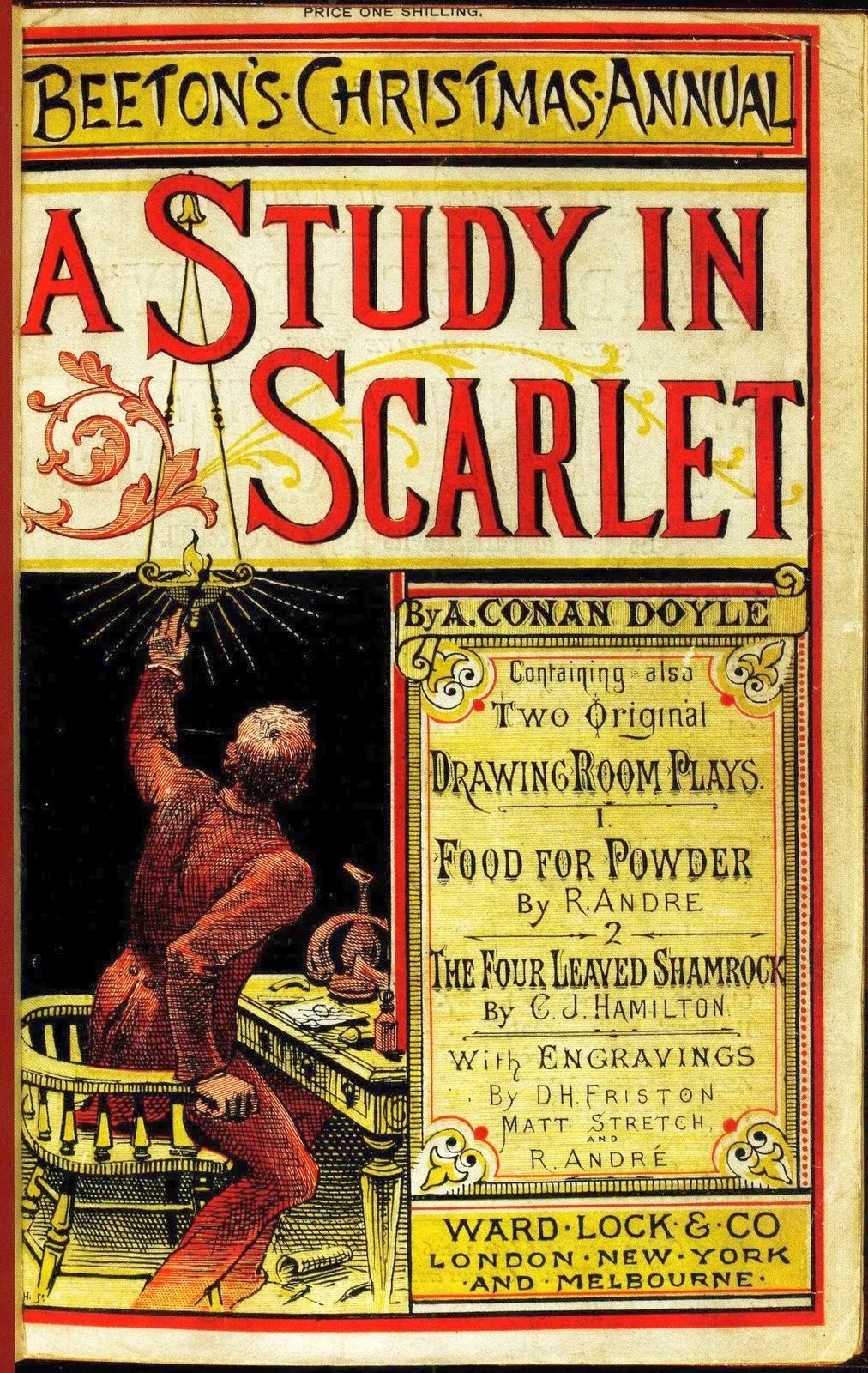
1887年11月公刊の『ビートンのクリスマス年鑑』に掲載された『緋色の研究』

ドイルは患者を待つ時間を利用して短編小説を執筆し、雑誌社に投稿するようになった。1882年には『我が友、殺人者（My Friend the Murderer）』が『ロンドン・ソサエティ』誌から10ポンドで買ってもらえた。ついで同年末には捕鯨船での体験を基にした『北極星号の船長（The Captain of the Pole-Star）』が『テンプル・バー』誌に10ギニーで買ってもらえた。さらに1883年にはメアリー・セレストの事件に触発されて書いた『J・ハバクック・ジェフソンの遺書』が『コーンヒル・マガジン』誌に29ギニーで買ってもらえ、これはドイルの初期の執筆活動最大の成功となった。ただし買い取ってもらえるのは稀なケースで大半の作品は返却されていた。
短編小説は小金稼ぎになったが、作者名が掲載されないため、その場限りなのが難点だった。ドイルの自伝によれば、1885年の結婚後にこのまま短編を書き続けても進歩がないと思うようになり、単行本になるぐらいの長編小説を書こうと思い立ったという。はじめに『ガードルストーン会社』という長編小説を書いたが、出版してくれる出版社がなかなか見つからず、刊行は1890年になった。
この後の1886年3月から4月にかけて執筆した長編小説がシャーロック・ホームズシリーズの第一作『緋色の研究』だった。これも出版社がなかなか見つからなかったが、1886年10月末にウォード・ロック社に25ポンドという短編並みの安値で買い取ってもらった。同作品は1887年11月出版の『ビートンのクリスマス年鑑』に掲載された。その翌年には単行本化もされた。反響はほどほどというレベルだった。

### 小説家としての成功
『緋色の研究』出版までの間に『ガス・アンド・ウォーター・ガゼット』誌からの依頼でドイツ語の『ガスパイプ漏れの検査』を英語訳した。後年、コナン・ドイルは「世人は『緋色の研究』が私の仕事の突破口だと思うかもしれないが、そうではない。自分から頼んだのではなく出版社から依頼された初めての仕事という意味でこの翻訳が私の突破口となった」と語っている。
1887年7月から1888年初めにかけて、17世紀後半のモンマスの反乱を描いた歴史小説『マイカ・クラーク』を執筆した。この作品はロングマン社に買い取ってもらい、1889年2月に出版した。かなり評判がよく、1年の間に3版も重版を重ねている。後年ドイル自身も「この作品が自分の最初の出世作だった」と語っている。
1889年にアメリカ合衆国のJ.B.リピンコットからの依頼でシャーロック・ホームズシリーズ第二作の長編小説『四つの署名』を執筆し、1890年2月に英米で出版された。この作品の評判もよかった。
『四つの署名』執筆後、14世紀を舞台にした歴史小説『ホワイト・カンパニー』の執筆に戻った（この小説の執筆と歴史調査には2年かけていた）。『マイカ・クラーク』と『四つの署名』の評判がよかったため、コーンヒル社から雑誌掲載で200ポンド、単行本化で350ポンドという高い報酬で買ってもらえた。単行本は全3巻で出版されたが、非常によく売れ、コナン・ドイルの小説家としての名声を押し上げた。この本はのちに学校の歴史教育の教材にも使われており、それについてドイルは「長く読み伝えられ、イギリスの伝統が栄光に輝いてほしい」という感想を述べている。

### 眼科への転身失敗と執筆業一本化

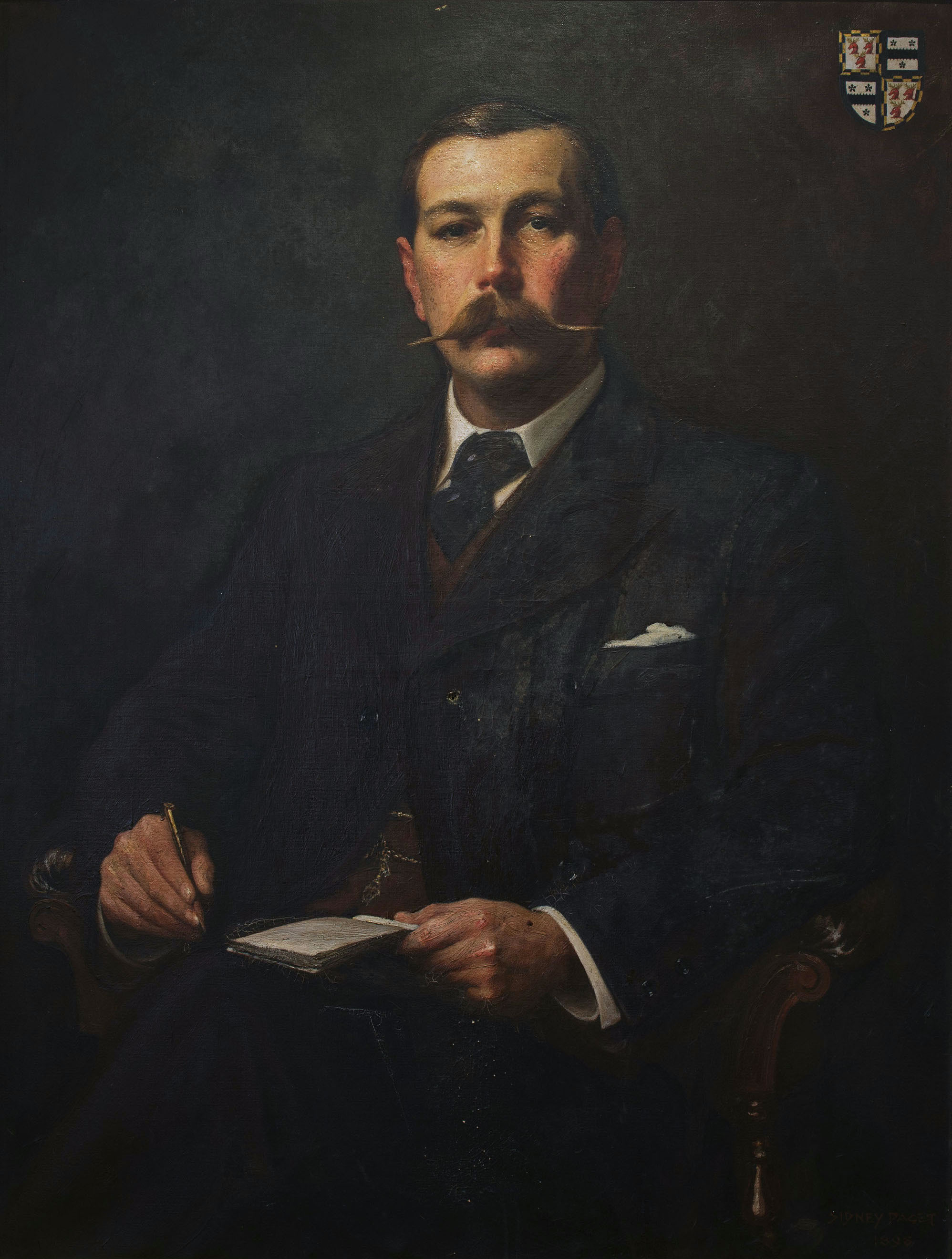
シドニー・パジェットが描いた1890年ごろのコナン・ドイル

1890年8月、ドイツ・ベルリンで開催された国際医学会においてロベルト・コッホが新しい結核治療法を発見したと発表した。気になったドイルはただちにベルリンへ向かったが、コッホの講演会チケットを手に入れることができなかった。諦めきれず、コッホの家に押しかけるも会ってもらえなかった。しかしコッホの講演会のメモを手に入れることはでき、これを読んだドイルは『デイリー・テレグラフ』紙に投稿して、コッホの研究は不完全で結果が出ていないと批判した。のちにコッホの研究の不十分さが判明したため、真っ先にそれを指摘した彼は誇らしい気分だったという。
このベルリン滞在時にドイルは突然眼科医になることを思い立った。1890年11月にサウスシーに戻って診察所を閉めると、1891年1月には妻を連れてオーストリア首都ウィーンへ移住し、眼科医の実習を受けた。しかしドイルのドイツ語能力は専門的授業を受けられるレベルではなかったため、すぐにも授業についていけなくなり、ウィーンでの眼科医資格取得を断念した。6か月の予定だった実習を2か月で切り上げ、1891年3月末にロンドンへ帰国した。
帰国後にはロンドンのモンタギュー・プレイス23番地の邸宅で暮らすとともに、アッパー・ウィンポール街において無資格の眼科医を始めた。しかしロンドンには資格を持った眼科医が大勢いたため、無資格の眼科医に診てもらおうなどという患者は現れなかった。ドイルはこの暇な時間を使って小説の執筆に励んだ。患者がまったく来ない眼科診察所は結局閉鎖することになり、執筆業一本に絞っていくことになった。

診察所を閉鎖するとサウス・ノーウッド郊外テニスン・ロード12番地に移住した。

### シャーロック・ホームズの大ヒット

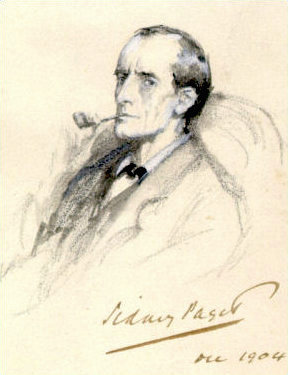
シドニー・パジェットが描いた名探偵シャーロック・ホームズ

このころ、ドイルは同じ人物を主人公とした短編小説を読み切り連載で書くことを考えていた。その主人公として選ばれたのがシャーロック・ホームズだった。ホームズをシリーズ化することにしたのは、すでにホームズ作品を2つ出していたため（『緋色の研究』と『4つの署名』）、シリーズ化が一番容易だろうと判断したためだった。
こうして書かれたホームズ短編小説6編は1891年1月に発刊されたばかりの『ストランド・マガジン』誌に1作35ポンドで買ってもらえ、同誌1891年7月号から順次掲載された。この連載は初回から話題となり、ホームズシリーズは人気となり、『ストランド・マガジン』の販売数を押し上げた。好評にこたえてさらに6編のホームズ短編小説を書き、1892年1月号から連載された。この連載が終わった1892年6月、これまで発表された12編のホームズ短編小説が『シャーロック・ホームズの冒険』として単行本化された。
ドイルのもとにはホームズ読者の手紙が大量に届くようになったが、その大半はドイル宛てではなく、ホームズ宛てだったという（ドイルはホームズ宛ての手紙には「ドクター・ジョン・ワトスン」名義で「残念ながらホームズさんは留守でして」という返事を書いていたという）。またサインを求められることも多くなったが、それもやはり「コナン・ドイル」のサインではなく、「シャーロック・ホームズ」のサインを求められることが多かったという。

このころ、ドイルは『ブックマン』誌において「シャーロック・ホームズについて全国からたくさんのお便りをもらうようになりました。あるときは学生から、あるときは熱心な読者の巡回セールスマンの方から。時には弁護士の方から法律の誤りを指摘されることもあります。シャーロックの若いころのことを知りたいといった手紙も多いです」と語っている。

### 歴史小説を志向
しかしドイル当人は歴史小説が自分の本分と考えており、歴史小説家として名前を残したがっていた。そのためホームズの評判が高くなりすぎると、逆にホームズを倦厭するようになった。
最初のホームズ連載が終わると、ホームズを離れ、17世紀フランスのカルヴァン派への弾圧と彼らのアメリカ亡命を描いた歴史小説『亡命者』の執筆を行った。1892年2月までに同作品を完成させ、『ストランド・マガジン』とアメリカ合衆国の『ハーパーズ・ニューマンリース』誌で発表し、1893年には単行本化された。それなりに売れたものの、すでにホームズ人気には及ばなかった。
『ストランド・マガジン』はドイルに歴史小説よりホームズシリーズの続編を書いてほしいと要請し続けていた。これに対してドイルは「1,000ポンドの報酬を出すならもう12編のホームズ短編を書いてもいい」という条件を提示した。破格の報酬を条件に出すことで『ストランド・マガジン』の方から諦めさせようとしたようだが、同誌はこの条件を本当に呑んでしまったため、書くしかなくなった。
こうして再び書かれた12編のホームズ短編小説は『ストランド・マガジン』1892年12月号から発表され、のちに『シャーロック・ホームズの回想』として単行本化された。しかしこの連載の最後である1893年12月号の『最後の事件』ではホームズをライヘンバッハの滝に落として死んだことにしてしまったため、物議をかもした。ドイルはこの連載が始まる前の母に宛てた手紙の中で「私はホームズを最後に殺すことでこの仕事を打ち切ることを考えています。彼のために私はほかのもっと素晴らしいことを考える余裕がなくなっているからです」と漏らしていた。

ホームズを死なせたドイルは、1894年からナポレオン戦争時代を描いた『ジェラール准将』シリーズの執筆を開始した。最初の8編は1896年に『ジェラール准将の功績』として単行本化され、続く8編は1903年に『ジェラールの冒険』として単行本化されている。ジェラール准将シリーズもかなりの人気作品になったが、世間では依然ホームズシリーズの再開とホームズの復活を求める声が強かった。

### ボーア戦争をめぐって

#### 戦地医療奉仕活動

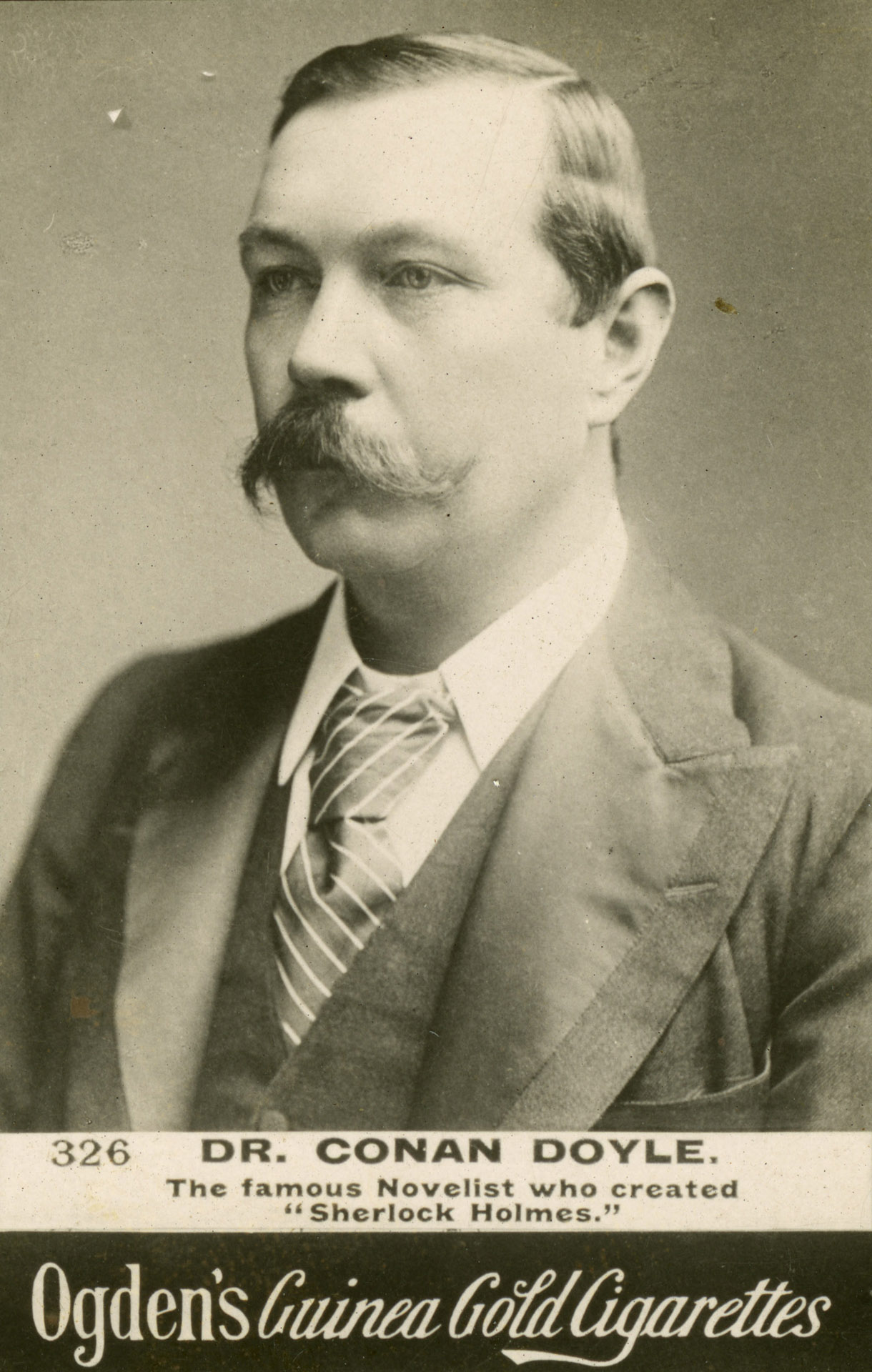
1899年のコナン・ドイル

南アフリカに帝国主義的野心を抱いていたソールズベリー侯爵内閣植民地大臣ジョゼフ・チェンバレンは、南アフリカのボーア人国家トランスヴァール共和国を追い詰め、1899年10月に同国がイギリスに宣戦布告してくるよう持ち込んだ（第二次ボーア戦争）。しかしボーア人は住民として地の利を生かして戦い、侵攻してきたイギリス軍に大きな損害を与えていた。戦死者の増大を前にイギリス本国ではインド人など植民地人を代わりに戦わせ、イギリス人の人的損害を減らすべきことが盛んに主張されるようになった。
これに対してドイルは『タイムズ』紙で「植民地人の兵士を戦地に送るべきという意見が各方面で強まっているようだが、イギリス人が1人も戦地に行かないで植民地の人間に穴埋めさせるのは名誉に関わるのではないか」と主張するとともに、自身もイギリス軍に従軍する決意を固めた。従軍に反対する母への手紙の中でドイルは「私はあなたから愛国心を学びました。ですから私を責めないでください。兵士としてどの程度役にたてるかは分からないですが、自分は模範を示す人間として国に奉仕できると思います。思うに私はイギリスで誰よりも若者たち、特にスポーツを愛する若者に強い影響を与えることができると思います。だから若者の手本になることが重要なのです」と説得している。
しかしドイルはすでに40歳過ぎだったため、陸軍の兵役検査に落ちた。ドイルはやむなく従軍を諦めたが、代わりに50人の医療奉仕団を戦地に派遣するという友人ジョン・ラングマンの計画に医師の1人として参加することにした。
ドイルらラングマン医療奉仕団は1900年3月に英領ケープ植民地首都ケープランドに到着し、ロバーツ卿率いるイギリス軍の進軍路をたどって負傷者・発病者の治療にあたった。ドイルも休む暇もなく献身的に働いた。
1900年6月、イギリス軍はトランスヴァール首都プレトリアを陥落させた。ドイルは占領下プレトリアでイギリス軍司令官ロバーツ卿と会見し、医療奉仕団の活躍を報告している。プレトリア陥落で戦争の大勢は決したかのように思われたので（実際にはゲリラ戦争と化してさらに2年続くが）、ドイルは今戦争についての総括の執筆を行うため、また近々行われると見られていた総選挙に出馬すべく、7月に帰国の途に就いた。
帰国後ただちに『大ボーア戦争』を執筆したが、この著作はプレトリア陥落でボーア戦争は終結したという前提で書かれたものだったため、この後ボーア戦争が泥沼のゲリラ戦争と化していく中で時流にあっていないものになってしまった。

#### 総選挙に出馬するも落選
ドイルはボーア戦争以前から政界進出への意欲をマスコミ紙面で表明していた。
そのため1900年10月の解散総選挙を前にして、与党である保守党・自由統一党も、野党である自由党も著名な作家であるドイルを自党の候補に擁立しようと誘いをかけた。ドイルは、自由統一党からの出馬を決めた。同党はジョゼフ・チェンバレンやデヴォンシャー公爵らアイルランド自治に反対する自由党議員が自由党から離党して作った政党であり、この頃には保守党と連立して与党を形成し、戦争支持を表明していた。
自由統一党執行部は与党候補の当選が安定している選挙区を用意すると言ってくれていたが、ドイルはそれを断って「スコットランド急進派の砦」と呼ばれ、与党候補の当選が困難と見られていたエディンバラ・セントラル選挙区から出馬した。
同選挙区の自由党候補は出版業者ジョージ・マッケンジー・ブラウンだったが、ドイルは自分と彼の間に社会問題や地元選挙区の関心事項について相違はないことを強調することで争点をボーア戦争の是非のみに持ち込み、そのうえで「南アフリカの明るい未来の見通し」や「大きな流れの真ん中で馬を変えることの危険性」を説き、与党支持を訴えた。
しかし、選挙日前日に福音派信者がドイルのことを「教皇派共謀者」「イエズス会密使」「プロテスタント信仰破壊者」と誹謗中傷するプラカードを持って行進し、これによってドイルは有権者から狂信的カトリックのように誤解され、選挙の流れが不利になったという（少なくともドイル本人はそう思っていた）。
選挙の結果はブラウンの3,028票に対してドイルは2,459票に留まり、落選であった。しかし前回選挙と比べると自由党候補の票を1,500票も減じた格好だったため、党は一定の成果があったと評価したようである。ちなみに総選挙全体の結果は与党の圧勝であった。

#### 英軍擁護運動

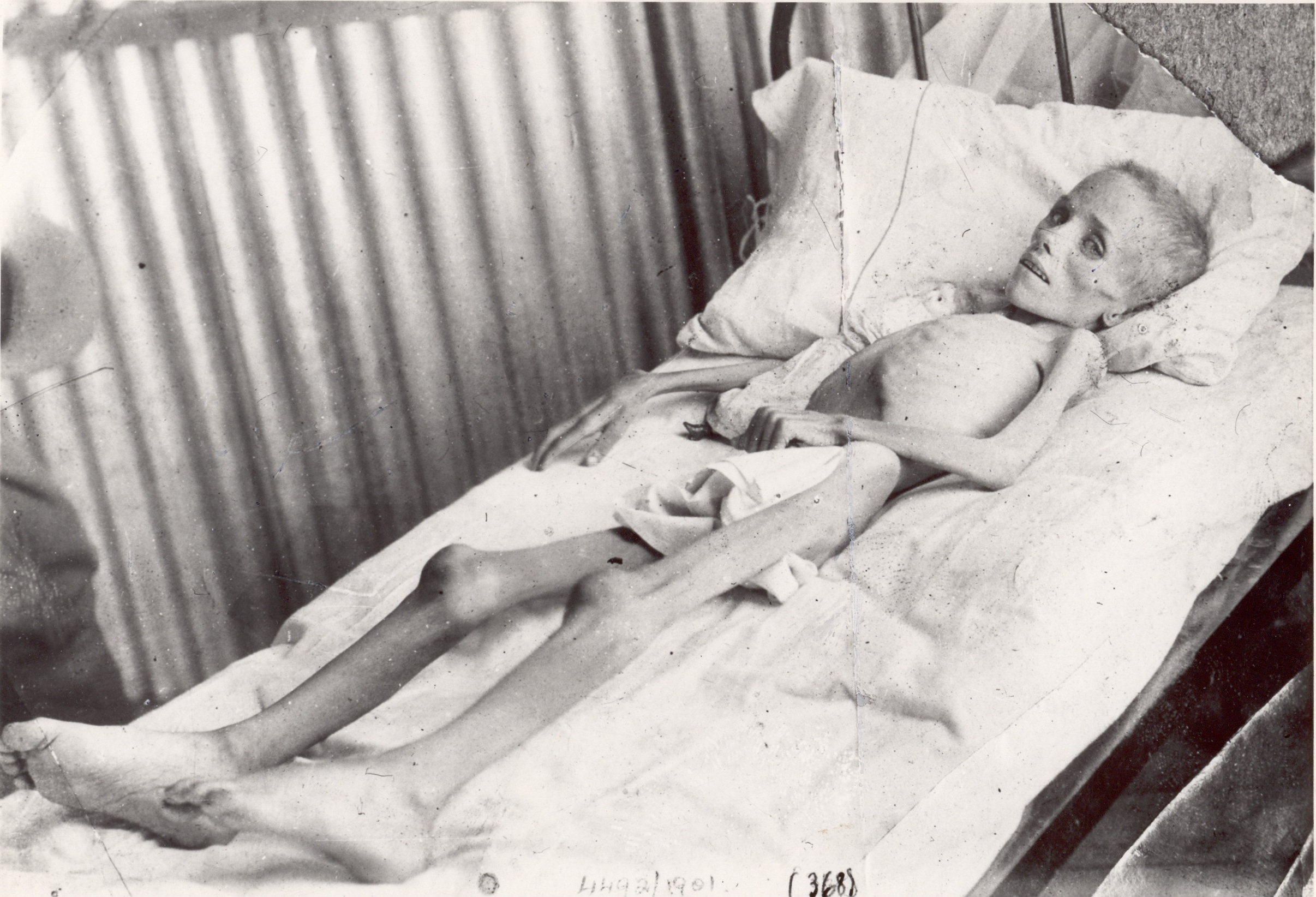
イギリス軍が設置したボーア人強制収容所でやせ細る子供

一方、ボーア戦争はゲリラ戦争と化していた、民家がゲリラの活動拠点になっていると見たイギリス軍は焦土作戦を実施した（1900年9月には、ゲリラが攻撃してきた地点から16キロ四方の村は焼き払ってよいとの方針が定められている）。イギリス軍の焦土作戦で焼け出されたボーア人の多くは強制収容所に送られたが、そこの環境は劣悪であり、2万人以上の人々が命を落としていった。
国内外でイギリス軍の残虐行為への批判が高まった。しかし大英帝国の拡大が世界に道徳と秩序をもたらすと信じるドイルは、こうした批判には徹底的に反論した。ドイルは1902年3月にもイギリス軍擁護の小冊子『南アフリカ戦争 原因と行い』を著した。この中で彼はイギリス軍の焦土作戦について「イギリス軍が民間人の家を焼くのは、そこがゲリラの拠点となった場合のみ」「責任は最初にゲリラ戦法を行った側（ボーア人）にある」と擁護した。強制収容所については「焼け出された婦女子を保護するのは文明国イギリスの義務である。収容所内では食糧もしっかり出されている。それにもかかわらず収容者の死亡率が高いのは病気のせいだが、イギリス軍内でも病死者が続出しており、差別的な取り扱いではない」と擁護した。またイギリス軍人によるボーア人婦女子強姦については「いかなる戦争でも女性は既婚・未婚問わず憎悪に晒される。避けられないことだ」と批判を一蹴する。

この小冊子は政府や戦争支持派から熱烈に支持され、発売から6週間で30万部を突破した。ドイルは自分のポケットマネーや募金で集めた資金を元手にして、この小冊子をできる限り多くの言語に翻訳して各国に配布し、イギリスの国際的な汚名を雪ぐことにも努めた。この活動を政府から評価され、1902年10月24日に国王エドワード7世からKnight Bachelorに叙され、以降「サー」の称号を使用できるようになった。また同時に名誉職のサリー州副統監にも任命された。

### ホームズの復活
ボーア戦争から帰国して8か月ほど経った1901年3月にドイルは友人とノーフォークの温泉に行ったが、そこで友人からダートムーアに伝わる魔犬伝説を聞いた。興味を持ったドイルは現地調査を行ったうえで数か月間でホームズ長編小説『バスカヴィル家の犬』を書きあげた。この作品は『ストランド・マガジン』1901年8月号から8回に分けて連載された。
久々のホームズ作品の発表にホームズファンは大喜びしたが、これは物語の設定上死亡したことになっているホームズが復活したわけではなく、事件の発生日を『最後の事件』以前に設定したものだった。
ホームズ復活への熱望がますます高まる中、とうとうドイルもホームズを復活させる決意を固め、『ストランド・マガジン』1903年10月号から新連載された読み切りホームズ短編シリーズの第一作『空家の冒険』の中で、ホームズは「バリツ」なる日本武術を使って死なずに済んだと設定した。この新連載13編は1905年に『シャーロック・ホームズの生還』として単行本化されている。
『ストランド・マガジン』誌1906年7月号から『ホワイト・カンパニー』の姉妹編の歴史長編小説『サー・ナイジェル』を発表した。ドイルはこれを自身の最高傑作と自負していた。
1906年には妻ルイーズが結核のために死去した。ドイルは1897年の出会いのときに一目ぼれをしたものの、妻を気遣ってプラトニックな関係に留めてきたジーン・レッキーと1907年に再婚した。これを機にクロウバラに移住して新婚生活を始めた。

### 冤罪事件への取り組み
ドイル自身は「自分にホームズのような推理力はない」と述べていたが、彼は以下の2つの事件において、冤罪を晴らすことに貢献した。

#### エダルジ事件
その最初の事件はバーミンガムに近いグレイト・ワーリーで発生した「ジョージ・エダルジ事件」だった。これは1903年中、6か月にわたって同地の家畜の牛馬たちが何者かによって腹を裂かれて殺害された事件だった（傷口は浅かったものの長く、家畜たちは出血多量で死んでいた）。
地元警察から疑われたのは、インド系の弁護士ジョージ・エダルジだった。エダルジはこれまでも散々人種差別に晒され、地元警察や住民から忌み嫌われてきた人だった。上記の事件が発生するとエダルジを犯人と告発する怪文書が地元警察や住民に出回った。警察はこの怪文書もエダルジの自作自演と判断し、エダルジの自宅を家宅捜索した。そして血痕らしき小さなシミと馬の毛がついたスーツが発見されたとして、エダルジを家畜殺害の容疑者として逮捕した。怪文書の筆跡もエダルジの筆跡であると鑑定された。裁判にかけられたエダルジは有罪判決を受け、石切場での7年の重労働刑に処された。
しかし警察が依頼した筆跡鑑定官は別の事件の裁判でもいい加減な鑑定をしたことで悪名高い人物であり、しかもエダルジが石切場で重労働させられている間にも家畜が殺される事件が発生したため、エダルジ冤罪説が強まり、内務省に再審請求が殺到した。内務省は1906年10月にエダルジを仮釈放したものの、仮釈の理由を説明せず、有罪判決を取り消したわけではなかった。このやり口に憤慨したエダルジは新聞で自らの冤罪を訴えた。
これを読んで事件に関心を持ったドイルは、裁判記録を調べ、犯行現場を視察し、またエダルジ本人とも会見した。ドイルはエダルジと会った瞬間に彼の無罪を確信したという。ドイルがエダルジを訪問したとき、エダルジは眼を近づけて横にずらすように新聞を読んでいるところだったが、かつて眼科の勉強をしていたドイルは、この様子を見て彼がメガネでも矯正できないほどの強度の近視かつ乱視だと見抜いたという。そのため彼が闇夜の野原の中から家畜場や家畜の位置を特定して傷つけることなど不可能と考えたのだった。
ドイルは証拠の洗い直しを行い、警察のずさんな捜査の実態を次々と暴いた。エダルジが書いたと鑑定された怪文書を別の筆跡鑑定人のところに持ち込んだ結果、エダルジの筆跡ではないという鑑定結果を得られた。上着の馬の毛については、その衣服が警察署へ運ばれる途中に馬のなめし皮入りの袋に入れられたために付着しただけであると突き止めた。また、同じく衣服に付着していた血痕らしきシミについては「どんなに腕のいい暗殺者でも暗闇で馬を引き裂いて3ペンス銅貨2つの血痕しか付かないなどということはあり得ない」と問題視しなかった。

著名な作家コナン・ドイルが事件を出版したことで事件への国内外の注目は大いに高まった（アメリカ合衆国の『ニューヨーク・タイムズ』は一面で報道している）。そのためイギリス政府としてもこの事件をいい加減なままにしておくことはできなくなり、1907年春には事件の再調査を行う「エダルジ委員会」が設置された。しかしそのメンバーには警察に都合のいい人物が入れられていたため、委員会は家畜殺しについてエダルジの無罪を認めつつも、怪文書を書いた件については有罪を覆さなかった。その結果、エダルジは特赦を受けつつ、「ある程度までエダルジの責任」とされて、3年間の重労働刑についての刑事補償を認められなかった。ドイルはこれにがっかりし、役人のかばい合い体質を批判するとともに、この事件はイギリス裁判の汚点となるだろうと主張した。

#### スレイター事件

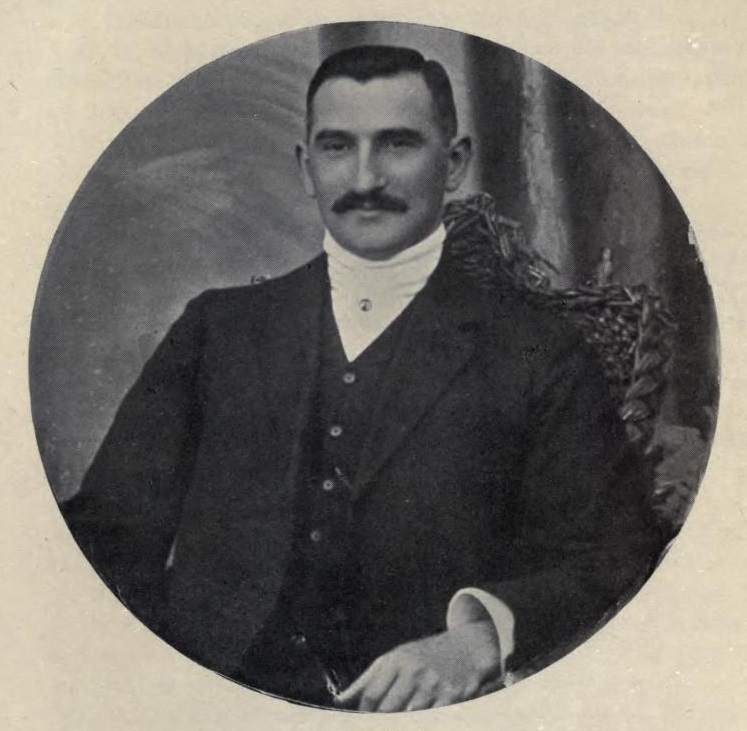
殺人事件で有罪判決を受け、18年服役したのち、ドイルらの支援を受けて再審無罪を勝ち取ったユダヤ系ドイツ人オスカー・スレイター

1908年12月、スコットランド・グラスゴーでマリオン・ギルクリストという老女がダイヤモンドのブローチを奪われて撲殺された。警察が容疑者としたのはユダヤ系ドイツ人のオスカー・スレイターだった。スレイターはギャンブルや犯罪まがいのことに手を染めてきた素行の悪い人物だったうえ、この直前にダイヤモンドのブローチを質に入れており、しかも偽名で船に乗ってニューヨークに渡航していたため、一見して疑わしい人物だった。またユダヤ人だったため、人種的偏見を向けるのにも格好の標的だった。
警察の捜査は粗略というより、彼を犯人に仕立てあげようという悪意がこめられているものだった。たとえば、証人たちはあらかじめスレイターの写真を犯人の写真と言って見せつけられ、スレイターを犯人と証言するよう誘導されていた。唯一の物的証拠であるスレイターが質入れしたダイヤモンドのブローチはギルクリフトのものと一致せず、質入れした時期も殺人事件前だと判明したが、警察はそれらの情報を隠ぺいしていた。
ニューヨークにいるスレイターは当局から犯罪人引き渡しの脅迫を受けたため、自発的にイギリスに帰国し、逮捕されて裁判にかけられたが、警察による証拠の捏造と隠蔽、弁護士や裁判官の杜撰さによって死刑判決を受けてしまった。当時のスコットランドには刑事事件の上訴制度がなかったため、スレイターにできることはもはや国王エドワード7世に慈悲を乞うことだけだった。世論はスレイターに同情し、2万人もの減刑嘆願署名が集まり、恐らくその影響で死刑執行2日前に終身重労働刑に減刑された。
ドイルは1910年にこの事件の証拠の矛盾を扱ったウィリアム・ラフヘッド弁護士の小冊子を読んで事件を知り、冤罪事件との確信を強めたが、エダルジ事件での役人の結託・隠蔽にうんざりしていたため、今回はすぐに腰を上げようとはしなかった。

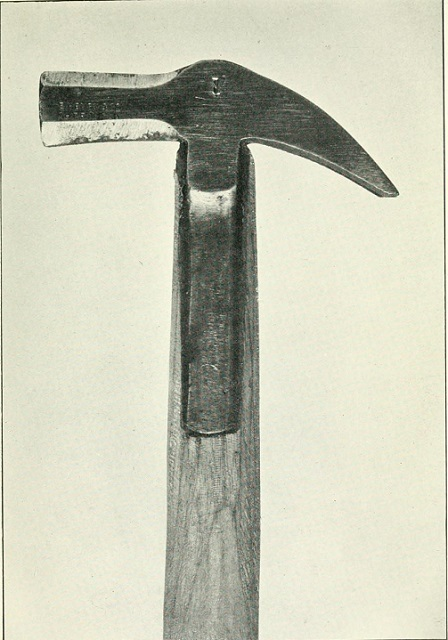
警察により凶器と断定されたスレイターが所持していた小型ハンマー。ドイルはそれに疑問を呈した。

しかし調べれば調べるほど、エダルジ事件より酷い冤罪事件と分かり、結局彼は取り組む決意をした。1912年夏に小冊子『オスカー・スレイター事件』を出版した。この中でドイルはスレイターが偽名でアメリカに逃亡したのは、若い愛人と一緒にいることが妻にばれることを恐れて警察から逃れようとしたのではないことを指摘した。また凶器とされるスレイターが持っていた小型ハンマーについては「画鋲を抜いたり、小さな石炭のかけらをたたく以上のことをしたら限界を超える」と指摘した。またこの冤罪がユダヤ人に対する人種的偏見に根ざしている点も指摘した。
ドイルの介入で事件が注目を集める中、事件を担当した刑事ジョン・トレンチ警部補は良心の呵責に耐えかね、警察の方で証言を捏造したことを暴露した。しかし裁判所はこの暴露を再審理由として十分ではないとして却下し、しかもトレンチ警部補は警察上層部の圧力で解雇され、年金を打ち切られてしまった。警察の腐敗ぶりに愕然としたドイルは、『スペクテイター』誌において「この事件は警察の無能さと頑迷さの最高の一例として犯罪傑作集に不滅の名を留めるだろう」と語った。
その後、この事件についての動きは10年以上なかった。その間、スレイターは服役を続け、ドイルは再審請求を何度も司法当局に提出したが、取り合ってもらえない状況が続いた。
1925年2月、服役して16年になるスレイターは看守の目を盗んで釈放された囚人仲間を利用してドイルに助けを求める手紙を送った。これを読んだドイルは、再びこの問題に本腰を入れて取り組む決意を固めた。ドイルは1927年7月にジャーナリストのウィリアム・パークが出版したスレイターの無罪を訴える著作『オスカー・スレイターについての真実』に協力した。この本は世論に大きな影響を与え、この事件に関するマスコミの再調査が過熱した。1927年11月に『エンパイア・ニュース』紙は、警察の用意した証人は警察から「スレイターを犯人と証言しろ」と脅迫されていたことを明らかにした。同紙のライバル紙『デイリー・ニュース』も、警察が証人に賄賂を送っていたことを明らかにした。マスコミの報道合戦で警察腐敗の実態がさらに暴露されることを恐れたイギリス政府は同時期に突然スレイターを釈放し、この問題を鎮静化させようとした。
スレイターは釈放されたものの、いまだ無罪と認められたわけではなかった。ドイルは間髪いれずスレイターの名誉回復および不当な刑罰に対する刑事補償の請求を行った。今回は再審が認められたが、スレイターには金がなかったため、裁判費用は支援者たちの募金およびドイルの1,000ポンドの資金援助で賄われた。裁判の結果、スレイターは公式に無罪と判決されたものの、刑事補償はわずか6,000ポンドしか払われず、18年にも及ぶ不当投獄に対するものとしては少なすぎた。しかも裁判費用を全額負担せねばならなかった（ドイルとしては刑事補償1万ポンド、裁判費用は全額国持ちが妥当と考えていた）。
ドイルはあくまで司法・警察の腐敗を正すために行動したのであって、スレイター個人の人柄が好きなわけではなかった（ドイルは強烈な国家主義者であり、スレイターのように不道徳な生活を送る根なし草のコスモポリタンは嫌いだった）ため、無罪判決を得た今、スレイターとは縁を切るつもりだった。彼がお礼として送ってきた贈り物もすべて返却している。またドイルはスレイターが支援者たちに裁判費用を返還しないことを批判した。ドイルにとっては大した金額ではなく自分への返還はどうでもよかったが、ほかの貧しい支援者たちに債務を押しつけようとしていることは許せなかった。ドイルはスレイターに「きみは私が今まで会った人間の中でももっとも恩知らずで愚かな人間だ」と批判する手紙を送っている。

### タイタニック沈没事件をめぐる論争

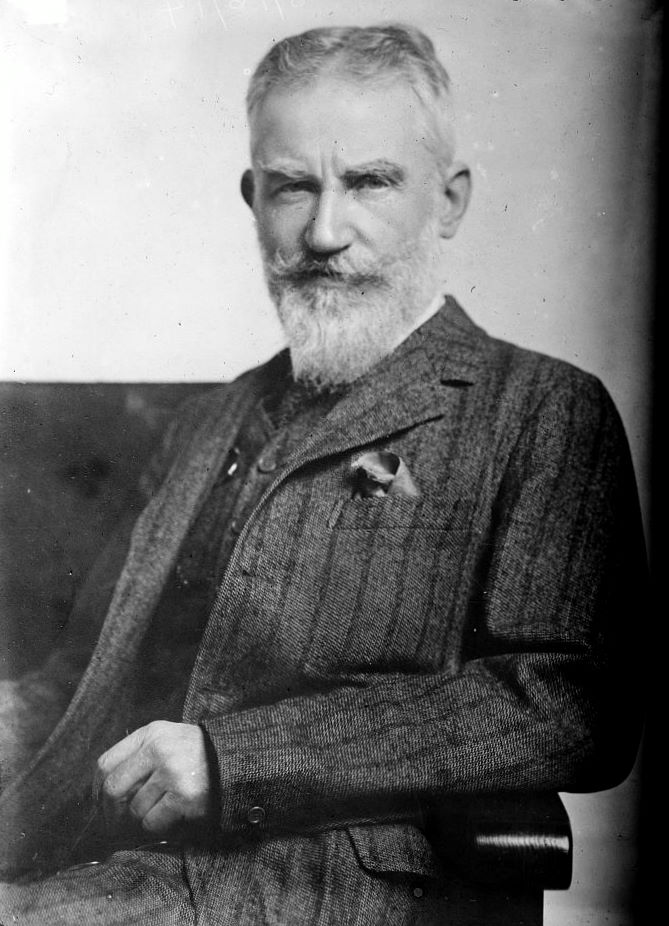
タイタニック号の英雄譚をめぐってドイルと論争したジョージ・バーナード・ショー（のちにノーベル文学賞を受賞）

1912年4月、タイタニック号沈没事件があった。マスコミ各紙がこぞって乗客や船員たちの英雄的行動やメロドラマを書きたてる中、文学者ジョージ・バーナード・ショーはその空気に反発し、噂や作り話を実際の英雄譚かのように書きたてるマスコミの扇情的体質を批判した。しかし、ドイルは友人をタイタニック事件で失っていたため、乗客・船員たちの英雄神話をぶち壊そうとするショーを許せなかった。ショーの主張を「つむじ曲がり的発想がひどすぎる」と批判した。
ショーは最初に出た40人乗り救命ボートに乗ったのが男10人、女2人だったことを指摘し、婦女子が優先的に助けられたという話は根拠がないと主張したが、ドイルはショーが「特殊な状況下で出た」1号ボートの例しか持ち出さないことを批判し、その次のボートには70人が乗り、うち65人が女性だったことを指摘し、婦女子優先は徹底されていたと反論した（現在ではタイタニックの乗客のうち、女子供は4人のうち3人までが生存し、男は5人のうち4人までが死んだことが判明している。したがってこの論争についてはドイルが正しかったことになる）。
またショーはエドワード・スミス船長の英雄譚（海を泳いで子供を救ったと報道されていた）はイギリス海運の問題点をうやむやにしたという点で「イギリス海運の勝利」と論じたが、ドイルは「スミス船長の英雄的行動は単なる事実であり、『イギリス海運の勝利』などとは何の関係もない。ショー氏がそう思っているだけである」と反論した。ちなみにショーはスミス船長の英雄譚を与太話と疑っていたが、ドイルは信じていた。
乗客がパニックにならないよう船が傾くまで演奏を続けたというタイタニックの楽団の英雄譚も、ショーが「混乱回避のために命令されてやらされただけで、この曲のせいで乗客に危機感が生まれず、助かるはずだった人も多く命を落とした」と批判したのに対して、ドイルは「仮に命令されたことだとしても、その賢明な命令や楽団員たちの英雄的行動の価値を少しも減じるものではない。混乱を避けることは正しいし、そういうやり方を取ったのは素晴らしい」と反論した。

ドイルには「桁外れに悲劇的な出来事には桁外れの英雄が必要」という信念があったため、英雄譚に誇張あるいは捏造があったとしても問題視しなかった。「この事件をイギリスの栄光を強調するのに利用したとの批判があるが、勇気と規律が最高の形で示されたと見てこれを名誉としなければ、我らは本当に敗戦国民になってしまう」「天才であるはずの人間が、その才能を使って自国民について誤ったことを伝え、公然と批判するのを見るのは何ともやりきれない。それは悲しみに沈む人々をさらに悲しませるだけの行為である」とドイルは語っている。

### チャレンジャー教授の創造と大戦前の動向

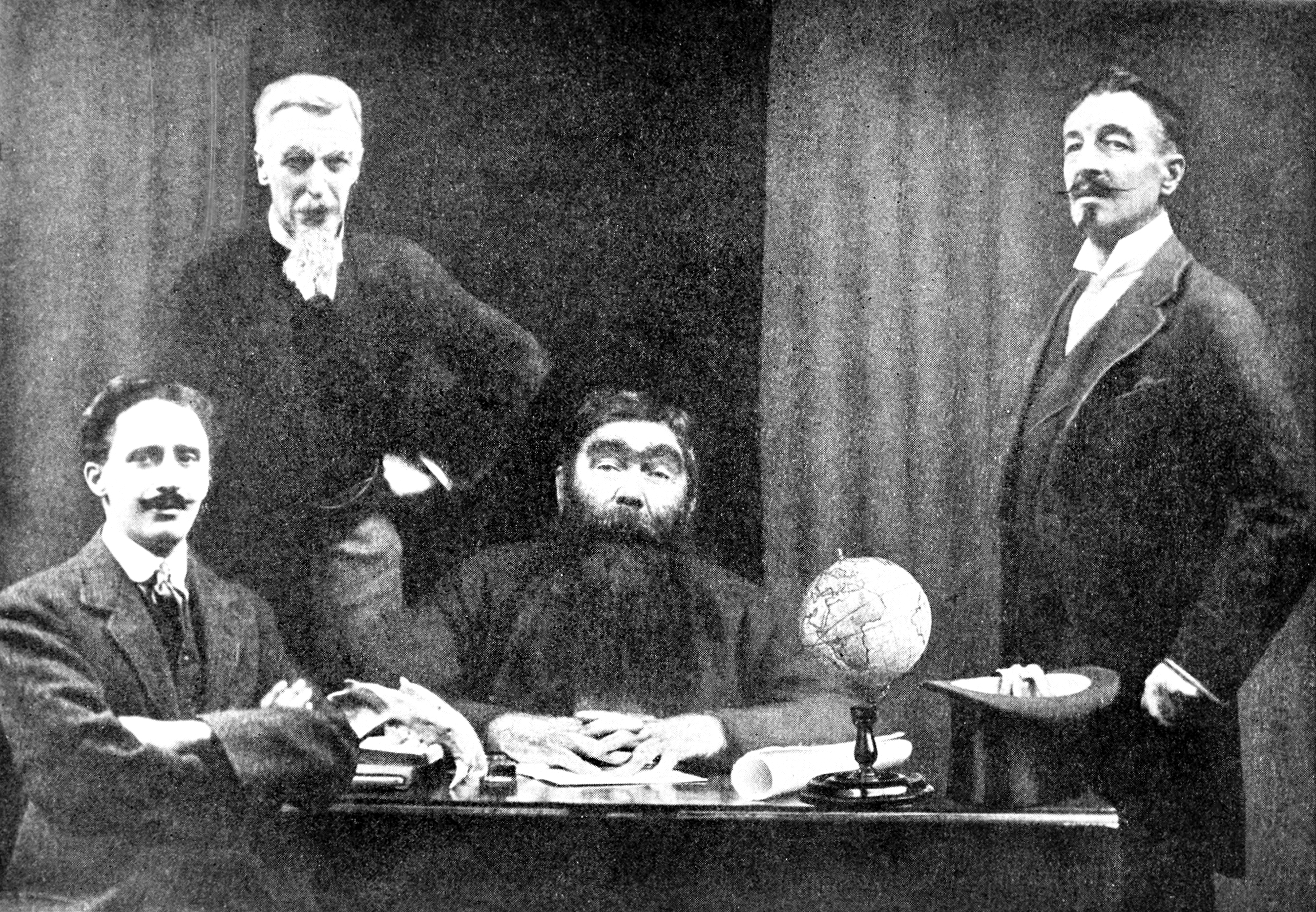
1912年の『失われた世界』でチャレンジャー教授に扮するドイル（中央）。ほか3人はマローン、サマリー教授、ロクストン卿。

1912年には初のSF小説でチャレンジャー教授シリーズ第1作である『失われた世界』を公刊した。先史時代の生物が生存している南米アマゾンの台地をチャレンジャー教授が旅する物語である。ドイルの幻想的なイマジネーションが高く評価されている作品である。
さらに翌1913年には再びチャレンジャー教授を主人公とする『毒ガス帯』を執筆した。地球が毒ガス帯を通過し、チャレンジャー教授ら5人を除いた全人類が死に絶えたと思われたが、昏睡していただけだったという物語だが、ドイル研究家の中にはこの昏睡から目覚めた後の世界というのは心霊主義の「次の世界」のことで、つまりこの作品がドイルの心霊主義作品の第1作ではないかと指摘する者もいる。
1911年にはドイツとイギリスで行われた自動車レースのプリンツ・ハインリヒ・トライアルに参加した。この際にドイルはドイツ軍人の間にイギリスとの開戦不可避との意識が高まっているのを感じ、イギリスの戦争準備が足りていないと憂うようになったという。

大戦直前には『危険!』を著した。これはイギリスが「ノーランド」という架空の国と戦争になり、ノーランドの潜水艦が王立海軍をかわしてイギリス商船に大打撃を与え、イギリスは破れ去るという仮想戦記であるが、この著作はのちに一次大戦のドイツ潜水艦によるイギリス商船攻撃戦略を予見したものと評価され、ドイツ海軍大臣からドイルは「預言者」と呼ばれた。

### 第一次世界大戦をめぐって

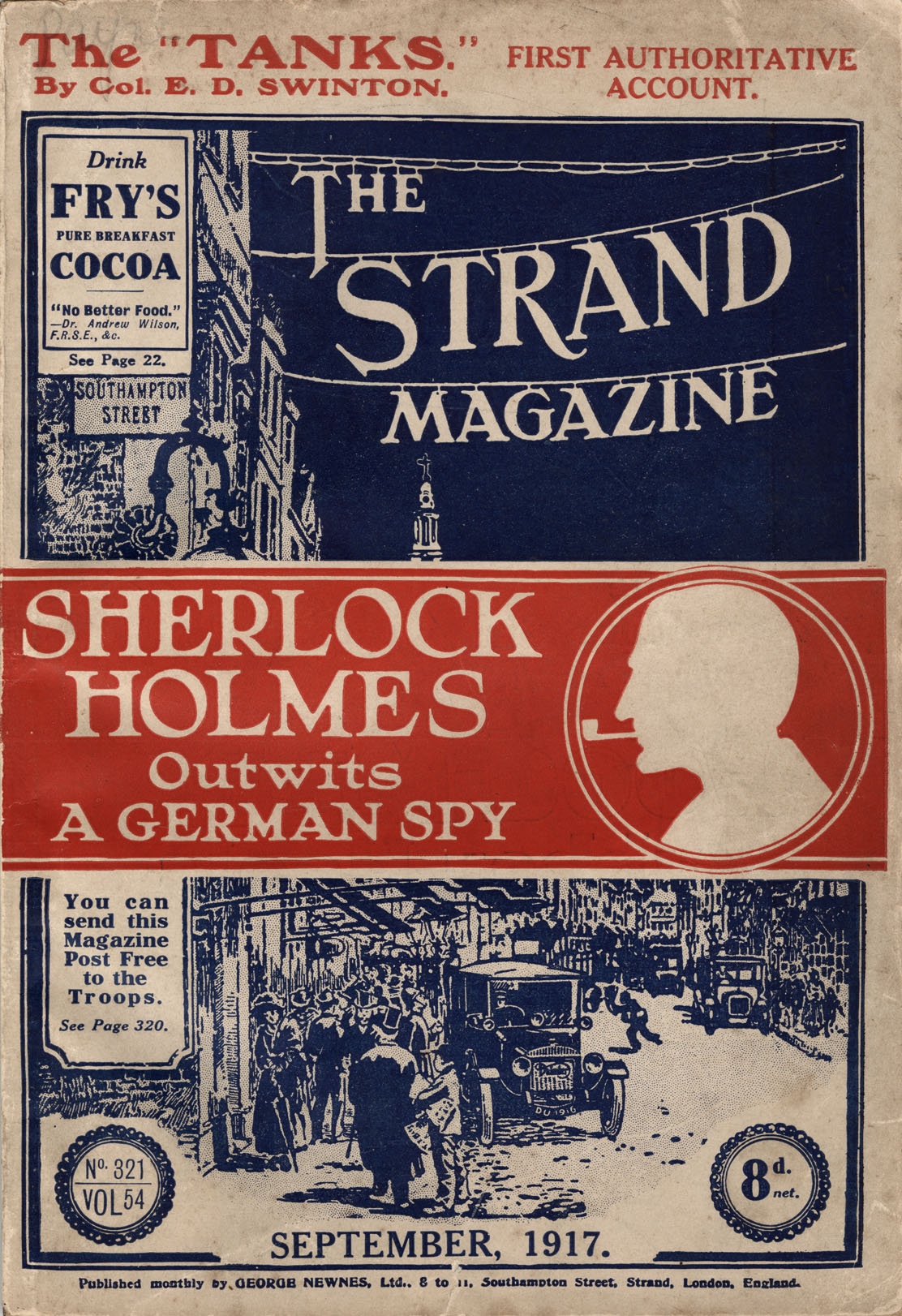
『ストランド・マガジン』1917年9月号。ホームズがドイツ軍スパイの裏をかくという筋書きのホームズ短編小説『最後の挨拶』が掲載された。

1914年8月に第一次世界大戦が勃発するとドイルは愛国者として全面的に政府に戦争協力することを決意した。
ドイルは、全国に先駆けて地元クロウバラに「義勇軍」と称する民兵団を創設した。この組織は軍部からも注目され、のちに「第6近衛サセックス義勇連隊クロウバラ隊」として再編成された。ドイルは大戦全期を通じてこの部隊に一兵卒として所属していた。
政府と軍部は著名な作家であるドイルを徹底的に戦意高揚に利用する腹積もりであり、ドイルに各地の前線視察や従軍記執筆を依頼した。ドイルはそれらの要請を快諾し、各戦線を練り歩いて士気を鼓舞する演説を行った。ドイルはどこの戦線でも将兵から人気があったという。1915年からは戦記『フランス及びフランダースにおける戦闘（The British Campaign in France and Flanders）』の執筆を開始し、1920年までに全6巻で完成させた。大戦中のドイルはかつてないほどエネルギッシュに行動し、彼自身ものちに「自己の身体的絶頂期」と評している。
1916年末には強力な総力戦体制・戦時体制構築を目指すロイド・ジョージが首相に就任し、ドイルも政府から一層の戦争協力を求められるようになった。しかし軍部による社会監視も強化され、ドイルの書く歴史書も軍の検閲で修正・削除されることが多くなり、ドイルの苛立ちは募った。ロイド・ジョージを称える公式伝記を書くよう求められたこともあったが、ドイルには首相の伝記を書くことが目下の戦争遂行に必要とは思えなかったとして断っている。
ホームズ関連では、開戦前の1914年4月に書きあげた長編『恐怖の谷』が『ストランド』1914年9月号から9回にわたって連載された。また戦況が泥沼化している1917年にはホームズがドイツ軍スパイの裏をかくという内容の短編『最後の挨拶』を戦意高揚のために執筆した。この作品は同年9月の『ストランド』誌に掲載され、「シャーロック・ホームズの戦争での任務」という副題がつけられた。この作品と1908年から1913年にかけて発表されてきたホームズ短編は1917年に『シャーロック・ホームズ最後の挨拶』として単行本化されている。
しかしドイルは盲目的に愛国旗振り役だけに徹したわけではなく、1916年には大戦に乗じて反乱（イースター蜂起）を起こしたアイルランド独立運動家サー・ロジャー・ケースメントの死刑執行延期の嘆願書に署名している（しかし功を奏せず、ケースメントは反逆罪でただちに処刑された）。
大戦中、ドイルは身内を多く失う悲劇に見舞われた。妻ジーンの弟マルコム・レッキーが最初に戦死し、ついで妹の夫や2人の甥が戦死した。1918年10月には26歳の長男キングズリーが前線で病死した。1919年2月には若い弟イニスも病死した。

### 心霊主義活動の本格化
ドイルは一次大戦前から心霊主義に関心を持っており、一次大戦での身内の死が原因で心霊主義に入ったとはいえないが、これをきっかけに心霊主義への傾斜を強めたことは確かなようである。1918年に著した最初の心霊主義に関する著作『新たなる啓示（The New Revelation）』の中でドイルは「戦争で多くの人の死に遭い、悲嘆を味わううちに、我々の愛する人は死後もなお生き続けているはずだとの確信に達した」と書いている。
一次大戦後のドイルは心霊主義の布教を自身の使命と心得るようになった。イギリスのみならずオーストラリア、アメリカ、ヨーロッパ諸国、南アフリカ、ローデシア、ケニアなどを訪問しては心霊主義の講演を行った。1925年にはパリで開かれた国際心霊主義者連盟の会議の議長を務めた。一次大戦後にドイルが心霊主義布教のために費やした金額は25万ポンドを超えると言われている。
コティングリーの2人の少女（15歳と9歳）が妖精の写真を撮ったと話題になった「コティングリー妖精事件」をめぐっては、ドイルはこの写真を本物と判断し、『ストランド・マガジン』1920年12月号に掲載させた。さらに1922年には『妖精の到来（The Coming of the Fairies）』というタイトルでこの件を本にして出版した。ドイルがこれを信じたのは、少女に偽造写真を作る技術などあるわけがないと考えたこともあった。この写真の真偽はその後、イギリスで延々と論争され続けたが、60年以上後の1983年に至って写真を撮った2人の少女（この時点ではもちろん2人とも老婆になっていた）がそろって本から妖精の絵を切り取って作った偽造写真であることを認めたため、最終的に決着した。
『ストランド・マガジン』1925年7月号から心霊主義小説『霧の国』の連載を開始した。頑なに心霊主義を受け入れないチャレンジャー教授が心霊主義に目覚める話であり、もちろんこの作品のチャレンジャー教授にはドイル本人が投影されている。またイギリスの心霊主義弾圧の法令を批判的に描いている。
『ストランド・マガジン』からの依頼でホームズ短編も執筆したが、この時期のホームズ作品はシャーロキアンからも精彩がないと評価されることが多い。もはやドイルにとってホームズは、心霊主義布教をやりやすくするための資金作りと名声維持の意味しかなくなっていたため、気持ちが十分に入っていなかったと言われている。またホームズ作品の舞台となるヴィクトリア朝とエドワード朝が作者にとって遠い過去の時代になってしまっていたことも原因と見られている。このころに書かれたホームズ短編作品は1927年に『シャーロック・ホームズの事件簿』として単行本化されている。
1929年にはアトランティス沈没を生き延びた人類が深海探査船に発見されるという内容のSF小説『マラコット深海』を発表した。

### 死去

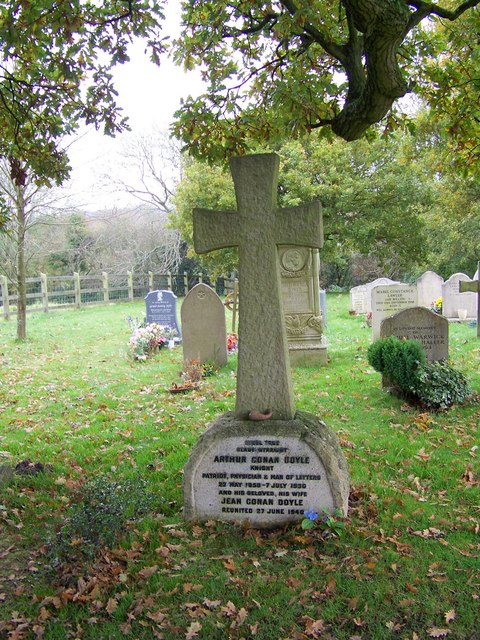
コナン・ドイルの墓

ドイルは1920年代から心臓発作を起こすことが増え、医師から休養を勧められていたが、晩年のドイルは心霊主義布教を最優先にしたため医師の勧告を聞き入れず、積極的に心霊主義の講演に走り回り、執筆活動も続けた。1929年には心臓発作が頻発するようになり、1930年春に一時快方に向かったものの、夏になると再び悪化した。
死の直前の1930年7月1日には、ジェームズ1世時代に制定され、当時心霊主義弾圧のために再利用されるようになっていた「魔女法」の撤廃を陳情すべく、内務大臣ジョン・ロバート・クラインスを訪問したが、これによって体力をかなり消耗させた。
1930年7月7日朝7時半、衰弱しきってクロウバラの自宅で寝ていた彼は、家族にベッドから窓際の椅子に移してもらった。そこからサセックスの田舎風景を眺めながら、また家族に看取られながら、8時半ごろに静かに息を引き取った。亡くなる数日前にドイルは「読者は私がたくさんの冒険をしたとお思いだろう。何より偉大で輝かしい冒険がこれから私を待っています」と記していた。
彼の死が世界に伝わると、世界中のファンから多くの弔電を受けた。大量の花束がドイル家に送られ、その輸送のための特別列車が手配されたほどだった。妻ジーンは夫同様、心霊主義に傾倒していたため、寂しくは思っても悲しくは思わなかったという。ジーンは「心霊はそれが宿っている肉体が滅びると、それを抜け出して次の世界へ移動する。だから夫は新しい心霊の世界で生き続けている」と述べた。そのため、7月11日に自宅で行われた葬儀も葬儀というより夏の園遊会のように行われたという。

ドイルの墓標には「鋼鉄のごとく真実で、刃のごとくまっすぐな、アーサー・コナン・ドイル。騎士、愛国者、医者、そして文学者（Steel true/Blade straight/Arthur Conan Doyle/Knight/Patriot, Physician, and man of letters.）」と刻まれている。

## 人物

### ドイルのホームズ観
ドイルは晩年の1927年に「彼（ホームズ）のことは、もともとそんな気はなかったのに、随分長く書くことになった」「ありがたい友人たちがもっと読みたいとしきりに望むので、書くことを余儀なくされたのだ。おかげで本当に小粒な種から、こんな途方もないものに成長した」と述べている。
一度はホームズを死なせたこともあるドイルはしばしば「シャーロック・ホームズを嫌っていた男」と表現されるが、ドイルは後年に次のように語ってホームズと「和解」している。「ホームズを復活させたことについて、私はまったく後悔していない。こうした軽い作品を書くことにより、史実や詩、歴史小説、心霊現象研究の著作、劇作といったさまざまなジャンルの創作活動において、自分の限界を試し、発見する行為が、特に邪魔されたわけではないからである。もしホームズが最初からいなければ、私はこれ以上の仕事をしてこれなかっただろう。ただもっとシリアスな著作を認めてもらううえで彼が若干のお荷物になったということはあるかもしれない」。

### 政治思想

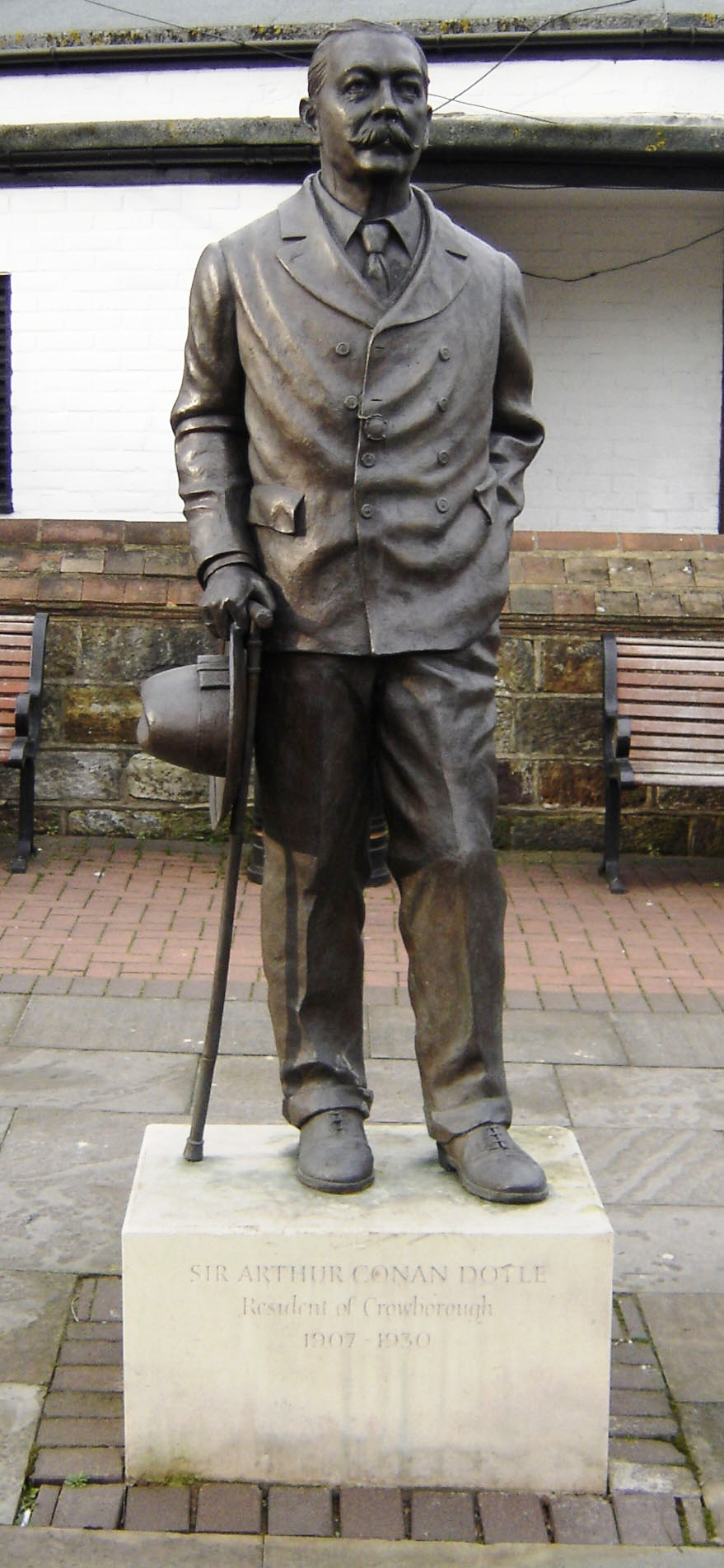
クロウバラにあるコナン・ドイル像

ドイルは、当時の大多数のイギリス人と同様に熱狂的な帝国主義者であり、「大英帝国の拡大が道徳的善を推進する」と信じて疑わなかった。そのため1898年のイギリス軍のスーダン侵攻の際には『コロスコの悲劇』を著し、その中でマフディーの反乱を起こしてイギリス支配を脱却したマフディー教徒たちを「狂信的な専制者」と批判している。1900年から1902年にかけてのボーア戦争の際にもイギリス軍のさまざまな残虐行為の「弁護士」の役割を全力で果たし、その功績で国王エドワード7世よりナイトに叙された。選挙には自由統一党の候補として出馬したが、それは同党が最も強硬に帝国主義戦争を推進していたからだった。
ドイルの大英帝国観は彼の歴史小説の中に見える中世騎士道賛美とも相互補完していた。ドイルは騎士道の強者への賛美はそのまま世界最強国大英帝国への信奉、騎士道の弱者への思いやりはそのまま大英帝国の寛大な植民地政策に反映されていると考えていた。ちなみにベルギー王レオポルド2世による残虐なコンゴ植民地支配には批判的であり、その犯罪的統治を糾弾する『コンゴの犯罪（The Crime of the Congo）』を著している。
女性観も中世騎士道に根ざしており、男は強くあり、女性を保護しなければならないと考えていた。そのためドイルは、無意味な女性差別を廃することには賛成したが、女性が男性の分野に進出してくることには反対した。たとえば離婚事由をめぐって男女差別を規定していた離婚法の改正運動には積極的に協力したが、政治という男の世界への女性の進出を促す婦人参政権には強く反対した。ドイルは、婦人参政権について「女性に選挙権を持たせても何の益もない」「女性が政治運動をすること自体がおぞましく、女性らしくない」と論じている。そのためしばしば婦人参政権論者の憎悪の対象となり、1909年には自宅の郵便受けに硫酸を流し込まれたことがあった。1914年に訪米した際にも、あるアメリカ合衆国の新聞に「シャーロック来る。"狂気の女たち"のリンチに期待」という見出しをつけられた。
反共主義者であり、第一次世界大戦中にロシアで起きた共産革命を強く嫌悪した。ロシア革命について「まるで一人の強健な人物（帝政ロシア）が、突然目の前でドロドロの腐敗物（ソビエト連邦）と化してしまったかのようだ」「やがていくばくもなく共産主義政権は崩壊し、再び強固で健全なロシア人が甦るだろう」という感想を漏らしている。ドイルの後年の心霊主義傾倒は共産主義に対する反発もあったようである。また英国労働党の緩やかな社会主義も非英国的と見て嫌っていた。

ドイルは徹底した国粋主義者だったが、アメリカには好感を持っており、「アングロ・サクソン人が世界をリードすべき」「世界の未来は英米両国の結合にかかっている」と語っていた。1900年には『英米の融和（An Anglo-American Reunion）』という小論文を著し、この2国の結合が善意で実現できなければ、やがてロシアからの威嚇の防衛手段として無理やりその結合を成立させられることとなるであろうと予言した。

### 心霊主義

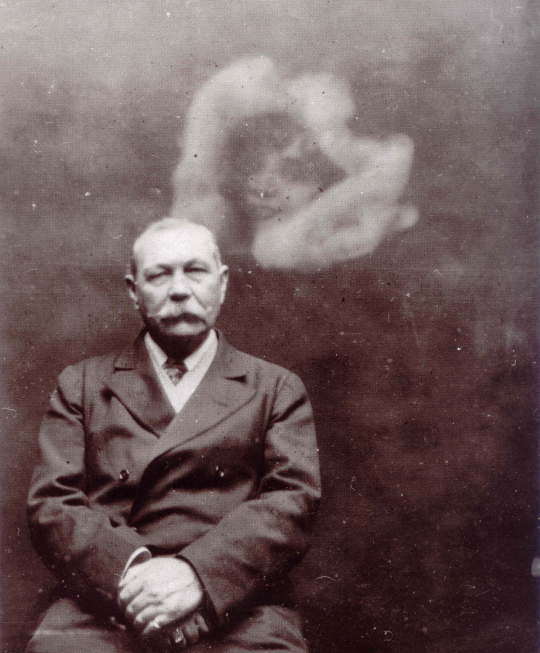
コナン・ドイルの心霊写真

心霊主義は19世紀半ばから世界各地で盛んになっていた。イギリスにおける心霊主義の流行はヨーロッパやアジアでの流行に触発されてのものだったが、一度やってくるとイギリスが一番心霊主義の盛んな国となった。
ドイルと心霊主義の最初の出会いは、20歳のときの1880年にバーミンガムで行われた「死は全ての終わりか」という題の心霊主義講演を聞いたことだったが、この時のドイルは「唯物論者」だったといい、不信感をもって心霊話を聞いていたという。しかしやがて少なくない数の科学者が心霊術を認めていることを知ったドイルは、ケンブリッジ大学教授フレデリック・ウィリアム・ヘンリー・マイヤースが実在すると主張していたテレパシーを自ら実験した結果、それに成功したらしく、心霊現象に対して自分は頑固すぎたと反省したという。
その後、ドイルは降霊会に参加するようになった。最初に降霊を体験したときには、その霊がもたらした情報がでたらめだったのでドイルはがっかりしたが、2度目に降霊を体験をしたときには自分しか知らないことを言い当てられ、心霊が立証されたと感じたという。そしてその体験をした6年後の1893年11月に心霊現象研究協会に正式に入会するに至った。
冷静な論理の化身ホームズの生みの親が心霊主義組織に入会したことは一見矛盾して見えるため、当時も今もドイルにケチをつける者はこの点を批判したり嘲笑することが多いが、当時心霊主義はイギリス各界の権威ある人々から広く信じられていた。ドイルが入会したときの心霊現象研究協会の会長は、のちに首相となる政界の重鎮アーサー・バルフォアであり、哲学者ウィリアム・ジェームズ、博学者アルフレッド・ラッセル・ウォレス、物理学者オリバー・ロッジ、化学者ウィリアム・クルックスなど名だたる科学者たちも参加していた。
このころのドイルはまださほど熱心に心霊主義を研究していたわけではなかったようである。前述したようにドイルの心霊主義への本格的傾倒は、身内の戦死が続出した第一次世界大戦後である。1920年代のドイルは体調が悪化し続けていたが、無理をしてでも心霊主義布教のために尽くしていた。自分の残りの人生はそのためだけに与えられていると思っていたという。

### スポーツマン
ドイルは生来体格がよかったこともあって、スポーツ好きだった。
とりわけクリケットが得意であり、メアリルボーン・クリケット・クラブの一員として、投手としても打者としても活躍した。ウィリアム・ギルバート・グレースからアウトを取ったこともあったという。
サッカーでも活躍し、40代までプレイし続けた。ゴルフやビリヤードもたしなんだ。
アマチュアのボクサーでもあり、かなり強かったという。ドイルはボクシングを「武器を使わないもっともフェアで男らしいスポーツ」と絶賛している。
ただドイル本人は自分のスポーツの腕前について「どれも専門的にやったわけではないから、何をやっても二流どまりだった」と謙虚に語っている。

### その他
- 身長は6フィート（1.83メートル）、体重は17ストーン（107.9キロ）あったという[198]。
- 最新の技術に関心が深く、1903年という早い時期に自動車を所有し、また1906年には田舎の屋敷の敷地内に電動モノレールを走らせた[176]。
- 肉体的健康への関心も深く、「世界一の力持ち」と呼ばれたユージン・サンドウの健康増強講座を受講していた[176][201]。

## 評価
ドイル当人にとっては「どちらかといえば程度の低い作品」であったシャーロック・ホームズシリーズの知名度がドイル作品の中では群を抜いている。『ストランド・マガジン』のホームズ担当編集員だったグリーンハウ・スミスは「シャーロック・ホームズとワトスン博士の名前はみんなにおなじみの名前であり、この2人の名は今や普通名詞化しています」「これはどんな作者でも誇りに思うような偉業です。シャーロック・ホームズは間違いなく、英語で書かれた小説の中でもっともなじみのある、もっとも広く知られた登場人物なのです」と語っている。
ホームズ作品の魅力はもちろんドイルの文才によるところが大きい。ドイルの文章は歯切れがよく、しかも平易で読みやすく、含蓄もある。日本においても英語授業の教材としてしばしば使用されており、出原佃は、第一高等学校 (旧制)三年のとき受けた夏目漱石の英語の授業で、テキストとして、『アドベンチュア・オブ・シャーロックホルムス』が用いられていたと述べている。物語の簡潔な構成力が高く評価されており、江戸川乱歩はドイルのことを「どちらかといえば短編作家」と評している。またドイルはホームズ作品を通じて、密室、暗号、ダイイング・メッセージ、毒殺・毒物、一人二役、替え玉死体、偽装殺人、意外な凶器、意外な隠し場所など、現代に至るまでの推理物の基本的なトリックのパターンをほぼすべて完成させた人物でもある。
一方、ホームズ以外の作品の知名度は低いと言わざるを得ず、ドイルが自身の傑作と考えていた『ホワイト・カンパニー』や『ナイジェル卿の冒険』といった歴史小説も現在ではほとんど読まれていない。

## ドイルと日本
ドイルは『ストランド・マガジン』1903年10月号掲載の『最後の事件』で、ホームズがライヘンバッハの滝からモリアーティ教授と落ちながら助かった理由として、「日本武術バリツ」をホームズが身に着けていたためと設定した。また『ストランド・マガジン』1925年2月・3月号掲載の『高名な依頼人』では「聖武天皇」と「奈良の正倉院」を話題として出している。
ドイルが系統的に日本についての知識を有していたかは疑わしい。しかし中国分割をめぐってロシアと対立を深めるイギリスは、1902年に日本と対露を目的とした同盟を締結したため、以降イギリス人の日本への関心は高まっていた。そのため知識人層であるドイルが日本について断片的な知識を有していたとしても不思議ではない。
またドイルの幼馴染の友人には東京帝国大学教授ウィリアム・K・バートンがいた。工業化が急速に進展していた明治の日本は、近代的水道網の設備を急いでおり、バートンはそのための人材として1884年に日本政府から招かれていた。ドイルはバートンと写真を通じて仲がよく、バートンが日本にいる間、イギリスにある彼の預金通帳はドイルが預かっていた。そのような関係から2人は文通も多く、ドイルの日本に関する知識もこのバートンから仕入れられた可能性がある。
ドイルと会ったことがある日本人は確認されている限り2人である。1人は1909年から英国留学した英語教師の安藤貫一で、1910年1月にピカデリー・ホテルでドイルと会見している。ドイルは安藤にバートン教授の話や自分の作品の話をし、「ジェラール准将のごとき武勇伝が私は一番好きで歴史小説に心血を注いできたのに、期待したほどの反応はなく、むしろ探偵小説で予想外の成功を収めたのは意外だった」と語ったという。
もう1人は薩摩治郎八であり、彼は20歳のころの1921年にロンドン日本協会副会長アーサー・ディオシーの紹介でドイルと会見した。彼はドイルにアラビアのロレンスについて質問したという。

## 家族

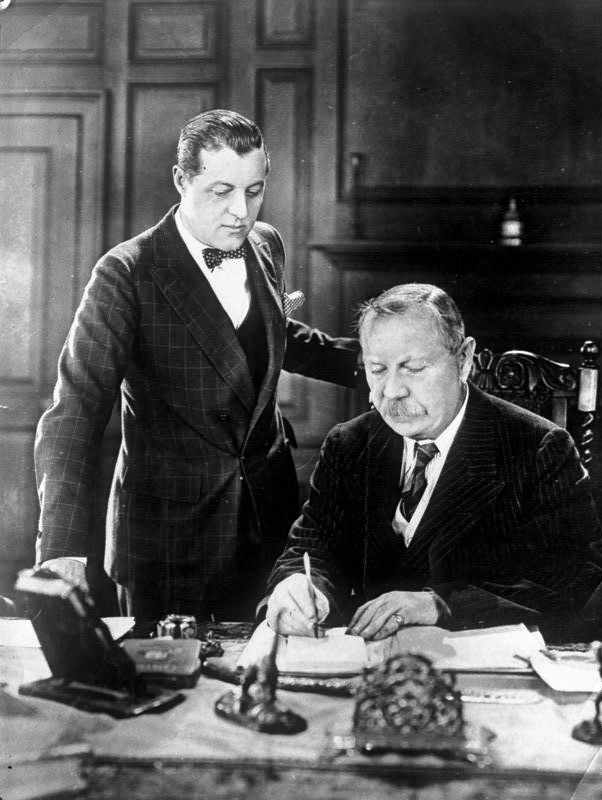
ドイルと三男エイドリアン

1885年にルイーズ・ホーキンズと最初の結婚をしたが、1906年に死別。翌1907年にジーン・レッキーと再婚する。
子供は全部で5人。ルイーズとの間に、長女マリー・ルイーズと長男アーサー・アレイン・キングスレイ（スペインかぜで1918年に死去）。ジーンとの間に、次男デニス・パーシー・スチュワート（グルジア貴族の娘と結婚し、アメリカ合衆国での派手な暮らしで破産同然となる）、三男エイドリアン・マルコム（レーサー、探検家）、次女ジーン・レナ・アレット（幼いころから父親の心霊スポット行脚の旅に同行し、両親の死後、イギリス空軍の軍人になり、定年まで勤め上げる。夫も軍人）。三男のエイドリアンは、ジョン・ディクスン・カーの協力を得て、ホームズ・シリーズの続編をいくつか出版した。次男と三男は父親の財産で放蕩の限りを尽くし、父親の版権相続をめぐって一族内で裁判沙汰が絶えなかった。1997年に次女で末娘のジーンが亡くなったことで、コナンドイルの子孫は断絶した。
ドイル作品の版権は次男の死後、三男に引き継がれた。その一部は、次男の未亡人による裁判によって未亡人のものになったが、彼女の経済的破綻によりロイヤルバンク・オブ・スコットランドのものとなり、その後、個人に売却された。1980年にドイルの版権は英国のパブリック・ドメインになったが、アメリカ合衆国では著作権法により2023年まで保護されることになり、次女のジーンに引き継がれた。ジーンの死亡後は、その遺言により英国王立盲人協会 (RNIB)に譲渡されたが、のちにドイル家の傍系の相続人に売却された。
そしてシャーロック・ホームズシリーズの著作権は、2023年1月1日にすべてパブリックドメインになったとされている

## おもな著作

### シャーロック・ホームズシリーズ
- 『緋色の研究』（1887年）
- 『四つの署名』（1890年）
- 『シャーロック・ホームズの冒険』（1892年、短編集）
- 『シャーロック・ホームズの思い出』（1894年、短編集）
- 『バスカヴィル家の犬』（1901年）
- 『シャーロック・ホームズの帰還』（1905年、短編集）
- 『恐怖の谷』（1914年）
- 『シャーロック・ホームズ最後の挨拶』（1917年、短編集）
- 『シャーロック・ホームズの事件簿』（1927年、短編集）

### チャレンジャー教授シリーズ
- 『失われた世界』（1912年）
- 『毒ガス帯』（1913年）
- 『霧の国』（1926年）

### ジェラール准将シリーズ
- 『ジェラール准将の功績（The Exploits of Brigadier Gerard）』（1896年、短編集）[注釈 4]
- 『ジェラールの冒険（The Adventures of Gerard）』（1903年、短編集）[注釈 5]

### ミステリ（ホームズ以外）作品
- 『ササッサ谷の怪』The Mystery of Sassassa Valley - ドイル最初の発表作品。日本昔話の『おぶさりてえ』にも似た半ホラー半ミステリの短編

（『ササッサ谷の怪─コナン・ドイル未紹介作品集1』小池滋監訳、中央公論社）、中公文庫で再刊（2024年5月）
- 『消えた臨急』（急行列車の紛失）The Lost Special - 和訳が多く、複数の短編集に収録されている。（創元推理文庫『まだらの紐―ドイル傑作集1』ほか）
- 『時計だらけの男』（女装好きの男） - 作中にホームズらしき探偵の描写がある。（新潮文庫『ドイル傑作集 I ミステリー編』ほか）
- 『ガスタ山の医師』 - （新潮文庫『ドイル傑作集IV 冒険編』）

### 恐怖小説
- 『大空の恐怖』The Horror of the Heights - 草創期の飛行士が大空で出会った怪物との死闘を、手記の形で描く。（新潮文庫『ドイル傑作集 III 怪奇編』）
- 『青の洞窟の恐怖』The Terror of Blue John Gap（1910年）

### 海洋小説
- 『樽工場の怪』（たる工場の怪） - （新潮文庫『ドイル傑作集 II 海洋編』）
- 『クルンバーの謎』The Mystery of Cloomber  - （新潮文庫『ドイル傑作集VI 海賊編』）

### スポーツ小説
- 『クロックスリーの王者』 - （新潮文庫『ドイル傑作集VIII ボクシング編』）
- 『バリモア公の失脚』（バリモア卿失脚の真相） - （新潮文庫『ドイル傑作集VIII ボクシング編』）
- 『ファルコンブリッジ公』
- 『ブローカスの暴れん坊』
- 『旅団長の罪』

#### 短編概説
延原謙訳『ドイル傑作集』全8巻（新潮文庫、1957年 - 1961年）が、ジャンル別に編纂したアンソロジーの構成。21世紀以降は新潮社で電子出版。
21世紀に入り、ホームズ外典を含めた短編集『ドイル傑作集』全5冊が創元推理文庫で出版された。

### 歴史小説
- 『マイカ・クラーク（英語版）』（1889年）
- 『ホワイト・カンパニー（英語版）』（1891年）[注釈 8]
- 『大いなる影（英語版）（1892年）[注釈 9]
- 『亡命者（英語版）』（1893年）
- 『ロドニー・ストーン（英語版）』（1896年）
- 『ベルナック伯父（Uncle Bernac）』（1897年）
- 『サー・ナイジェル（英語版）』（1906年）[注釈 10]

### その他の小説
- 『J・ハバクック・ジェフソンの遺書（英語版）』（1883年） - 『ドイル傑作集II－海洋奇談編』新潮文庫 所収
　ほかに『縞のある衣類箱』『ポールスター号船長』『たる工場の怪』『ジェランドの航海』『あの四角い小箱』
- 『ガードルストーン会社（英語版）』（1890年）
- 『危険!』（1914年）
- 『マラコット深海（英語版）』（1929年）[注釈 11]

### ノンフィクション
- 『大ボーア戦争（英語版）』（1900年）
- 『南アフリカ戦争 原因と行い（The War in South Africa - Its Cause and Conduct）』（1902年）
- 『魔法の扉をくぐれば（Through the Magic Door）』（1907年）[注釈 12]
- 『コンゴの犯罪（The Crime of the Congo）』（1909年）
- 『オスカー・スレイター事件（The Case of Oscar Slater）』（1912年）
- 『フランス及びフランダースにおける戦闘（The British Campaign in France and Flanders）』（1916年-1920年）
- 『新たなる啓示（The New Revelation）』（1918年） [注釈 13]
- 『妖精の到来（The Coming of the Fairies）』（1921年）[注釈 14]
- 『わが思い出と冒険（Memories and adventures）』（1924年）[注釈 15]
- 『心霊主義の歴史（The History of Spiritualism）』（1926年）
- 『未知の先端（The Edge of the Unknown）』（1930年）[注釈 16]

### 合作
- 『看護婦ヒルダ・ウェイド（ A Woman with Great Tenacity of Purpose）』（1900年）
グラント・アレンが『ストランド・マガジン』に連載した女探偵もの。作者アレンの急逝により、最終部を友人ドイルが書き継いだ。没後出版の単行本は「グラント・アレン＆アーサー・コナン・ドイル」名義。
  - 『ヒルダ・ウェード ― 目的のためには決してくじけない女性の物語』（平山雄一訳、盛林堂ミステリアス文庫、2018年）